# البلقان

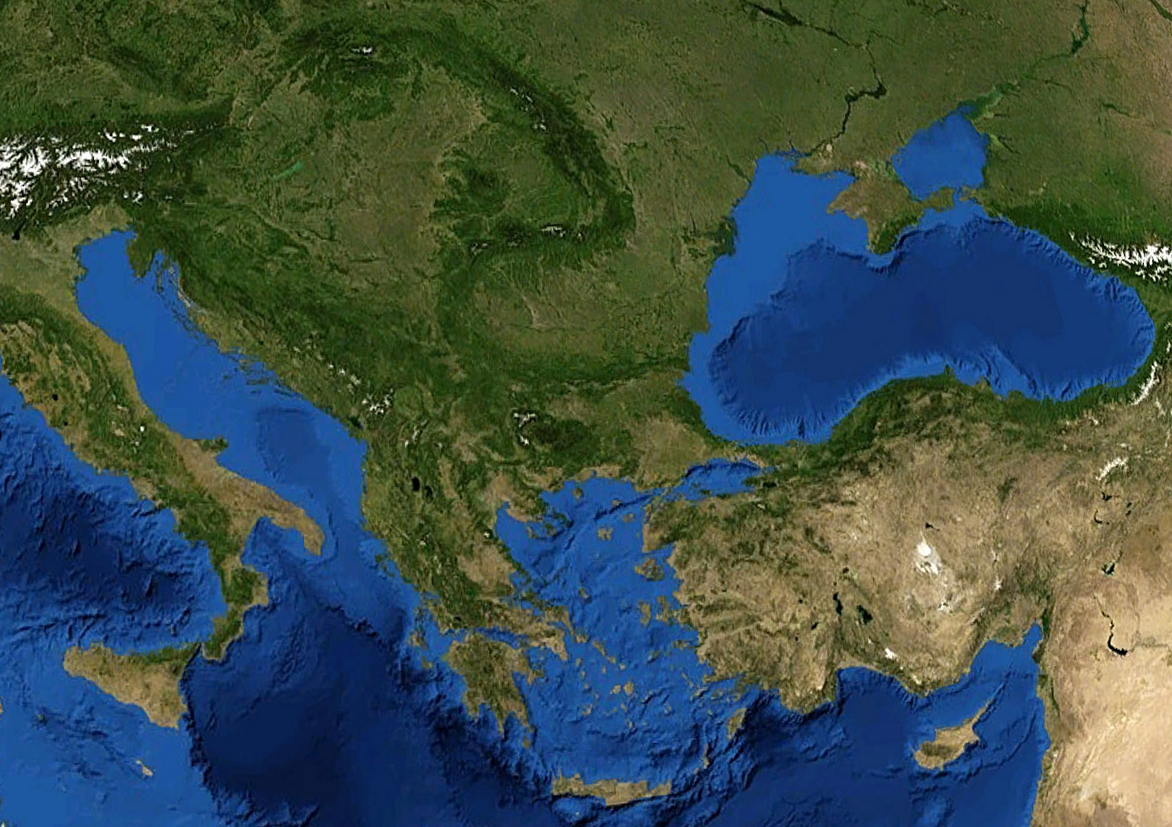
صورة لشبه الجزيرة من الفضاء

البلقان أو شبه جزيرة البلقان، هي منطقة ثقافية وجغرافية تقع في الجزء الجنوبي من قارة أوروبا، في شرق شبه الجزيرة الإيطالية، وفي الغرب أو الشمال الغربي من منطقة الأناضول. la تُعرف أيضاً في بعض المصادر بمنطقة جنوب شرق أوروبا. تستمد المنطقة اسمها من اسم سلسلة جبال البلقان الممتدة من الغرب إلى الشرق، وتقسم بلغاريا إلى قسمين. كلمة البلقان التي كانت تُطلق على سلسلة الجبال أصبحت بعد ذلك تُطلق على كل هذه المنطقة فيما بعد. توجد كلمة البلقان في جميع اللغات. تأتي منطقة البلقان على رأس المناطق الأوروبية ذات النزاعات، وذلك نتيجة لتأخر وتخلف بعض المناطق بها.
واعتباراً من انتهاء السيطرة العثمانية على المنطقة، اندلعت الصراعات والدعوات لتقسيم البلقان؛ ولا تزال تستمر هذه القضايا حتى الآن.
يعيش في منطقة البلقان ما يقرب من 49 مليون نسمة.
قبل الدولة العثمانية كان يُطلق على المناطق التي لا يُعرف الطبيعة الطبوغرافية الخاصة بها في مصادر العصور الوسطى والعصور القديمة (هاموس) (بالتركية: Haemus، باليونانية: Αἵμου veya Αἵμος)

## أصل التسمية
انتقلت كلمة البلقان من اللغة التركية إلى باقي اللغات الأخرى.
توجد للكلمة معانٍ أخرى مثل: الجبال المنحدرة المغطاة بالغابات؛ وذلك لكونها مغطاة بالغابات والمستنقعات والحشائش.
تتمتع الكلمة باستخدام واسع في اللغة التركية العثمانية. وقد فسرها في كتابه قاموس الأتراك، الأديب والكاتب الشهير (شمس الدين سامي) بأنها سلسلة منحدرات، أو أنها جبال مغطاة بالأشجار والغابات؛ كما أضاف أنها سلسلة جبلية تقسم قارة رومالي إلى قسمين من الغرب إلى الشرق ويُطلق عليها شبه جزيرة. الترجمة باللغة التركية: "Sarp ve müselsel veya ormanla mestur dağ, silsile-i cibal"، "Rumeli kıtasını garbdan şarka şakk eden silsile-i cibal ki buna izafetle kıta-i mezkûreye Balkan şibh-i ceziresi denir." 
تضاف لاحقة الجمع في اللغة التركية إلى كلمة البلقان؛ حيث تتكون من كلمة "Balkan" + لاحقة الجمع "lar". الاسم الذي تكون بعد إضافة لاحقة الجمع "Lar " أصبح قالبًا يدل على المكان المنحدر المغطى بالغابات، كما تعطي معان: «المجموعات، التجمعات، القوم، والعائلة...».

## الجغرافيا

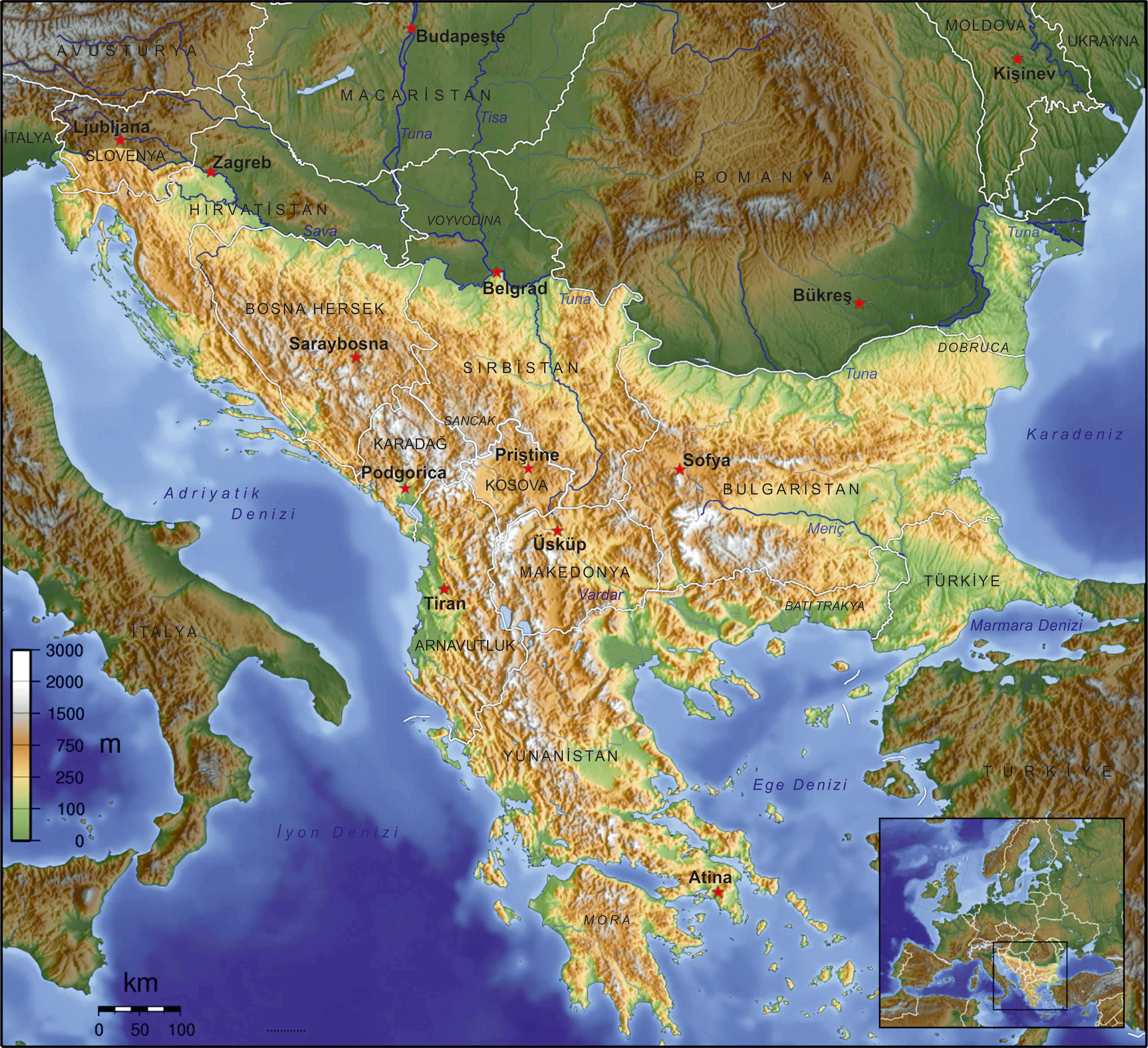
خريطة منطقة البلقان

البلقان، هي شبه جزيرة تحاط بستة بحار؛ البحر الأيوني والبحر الأدرياتيكي من الجنوب الغربي، ومن الجنوب بالبحر المتوسط، ومن الجنوب الشرقي بحر إيجه وبحر مرمرة، كما تحاط من الشرق بالبحر الأسود.
تتشكل حدودها الشمالية من أنهار الدانوب، سافا، وكوبا. حدودها الممتدة من الشمال الغربي إلى الشرق والغرب تحاط بالبحار؛ البحر الأدرياتيكي، البحر الأيوني، البحر المتوسط، بحر إيجه، بحر مرمرة، البحر الأسود، ومضيقي البسفور والدردنيل.
يصب نهر الدانوب الواقع في الشمال على سواحل البحر الأسود حتى يصل إلى بلغراد. تدخل حدودها الشمالية الممتدة في الغرب من الشريط الحدودي لكرواتيا والبوسنة والهرسك. بينما حدودها الشمالية الغربية الممتدة من نهر كركا في قرية Čatež ob Savi تصل إلى إيطاليا عن طريق نهر Vipava من غرب قرية Gradiček. تتصل حدودها المشتركة مع نهر Soča بالقرب من قرية غوريتسيا بالبحر الأدرياتيكي بالقرب من قرية Monfalcone المطلة على خليج ترييستي.
تبلغ المساحة الكلية لمنطقة البلقان 504.884 كيلومتر مربع. بيد أنها تنقسم إلى منطقتين زمنيتين مختلفتين؛ الأولى تتكون من (كرواتيا، سلوفانيا، البوسنة والهرسك، الجبل الأسود، ألبانيا، كوسوفو، صربيا، ومقدونيا) ويكون التوقيت الزمني بهذه الدول ت ع م+01:00، بينما تتكون الثانية من (اليونان، بلغاريا، رومانيا، وتركيا) ويكون التوقيت الزمني لهذه البلدان ت ع م+02:00.
وعلى الرغم من وجود وحدة فكرية على الحدود الشرقية، الجنوبية، والغربية لشبه جزيرة البلقان، فإن حدودها الشمالية محل خلافات ونزاعات.
وفقاً لبعض الجغرافيين، فإن حدودها الشمالية تنتهي بنهري الدانوب والدرافا، بينما يرى البعض الآخر من الجغرافيين أن حدودها الشمالية تمتد من شرق جبال كاربات. تطل شبه جزيرة البلقان على ستة بحار مختلفة، يعدّ البحر المتوسط أحدها. وفي هذه الحالة فإن وجودها على البحر المتوسط جعلها تتمتع بأهمية إستراتيجية ساهمت في جعل أغلب الدول في منطقة البلقان يتفوقون في المجالات البحرية.
تتعرض منطقة البلقان لتغيرات مناخية نظراً لارتباطها بالبيئة المحيطة بها. حيث يتمتع ساحلي بحر إيجه والبحر الأدرياتيكي بمناخ البحر المتوسط، بينما يتمتع ساحل البحر الأسود بكون مناخه محيطي رطب شبه مداري، وتتمتع المناطق الداخلية منها بمناخ قاري رطب. وتكون المناطق الشجرية في شمال شبه جزيرة البلقان باردة في الشتاء وتتساقط عليها الثلوج، وفي الصيف يكون مناخها حار وجاف. ويكون المناخ في المناطق الجنوبية معتدل.
يكون المناخ قاري رطب في كلٍ من: سلوفينيا وشمال كرواتيا والبوسنة والهرسك والمناطق الداخلية من ألبانيا وشمال الجبل الأسود وكوسوفو ومقدونيا وبلغاريا وصربيا ورومانيا. بينما يكون المناخ محيطي مداري معتدل في كلٍ من: سواحل البحر الأسود من بلغاريا وتركيا. وتتمتع كل من: سواحل سلوفينيا وجنوب كرواتيا والجزء الساحلي من ألبانيا واليونان وجنوب الجبل الأسود والسواحل المطلة على بحر إيجه من تركيا بمناخ البحر المتوسط.

### الجبال والأنهار
تغطي الجبال معظم أجزاء المنطقة. وهذا التركيب الجبلي غالباً ما يمتد من الشمال إلى الغرب أو من الجنوب إلى الشرق. يعدّ جبل ريلا الواقع في بلغاريا أعلى جبال منطقة البلقان؛ حيث يبلغ ارتفاعه 2925 مترًا. يلي جبل ريلا في الارتفاع جبل أوليمبوس الواقع في اليونان بارتفاع 2917 متراً، ثم يأتي في المرتبة الثالثة جبل فيران الواقع في بلغاريا بارتفاع 2914 مترًا. ثم يلي تلك الجبال جبال الألب الدينارية، جبال الألب الألبانية، جبال شار، جبال البلقان، وجبال رودوب. يوجد أيضاً بالإضافة لسلاسل الجبال هذه، جبال صغيرة أخرى.
تمتد سلاسل جبال الألب الدينارية داخل أراضي سلوفينيا، كرواتيا، البوسنة والهرسك، صربيا، ألبانيا، الجبل الأسود، وكوسوفو. بينما تمتد سلاسل جبل الألب الألبانية من جنوب ألبانيا إلى وسط اليونان. وتقع جبال شار في الجنوب الغربي من سلاسل الجبال السابقة في أراضي ألبانيا، ومقدونيا، وكوسوفو. كما تنتشر جبال البلقان الضخمة من ساحل البحر الأسود وحتى داخل الأراضي البلغارية مباشرةً. بالإضافة إلى سلسلة جبال رودوب المهمة التي تقع في اليونان وبلغاريا.

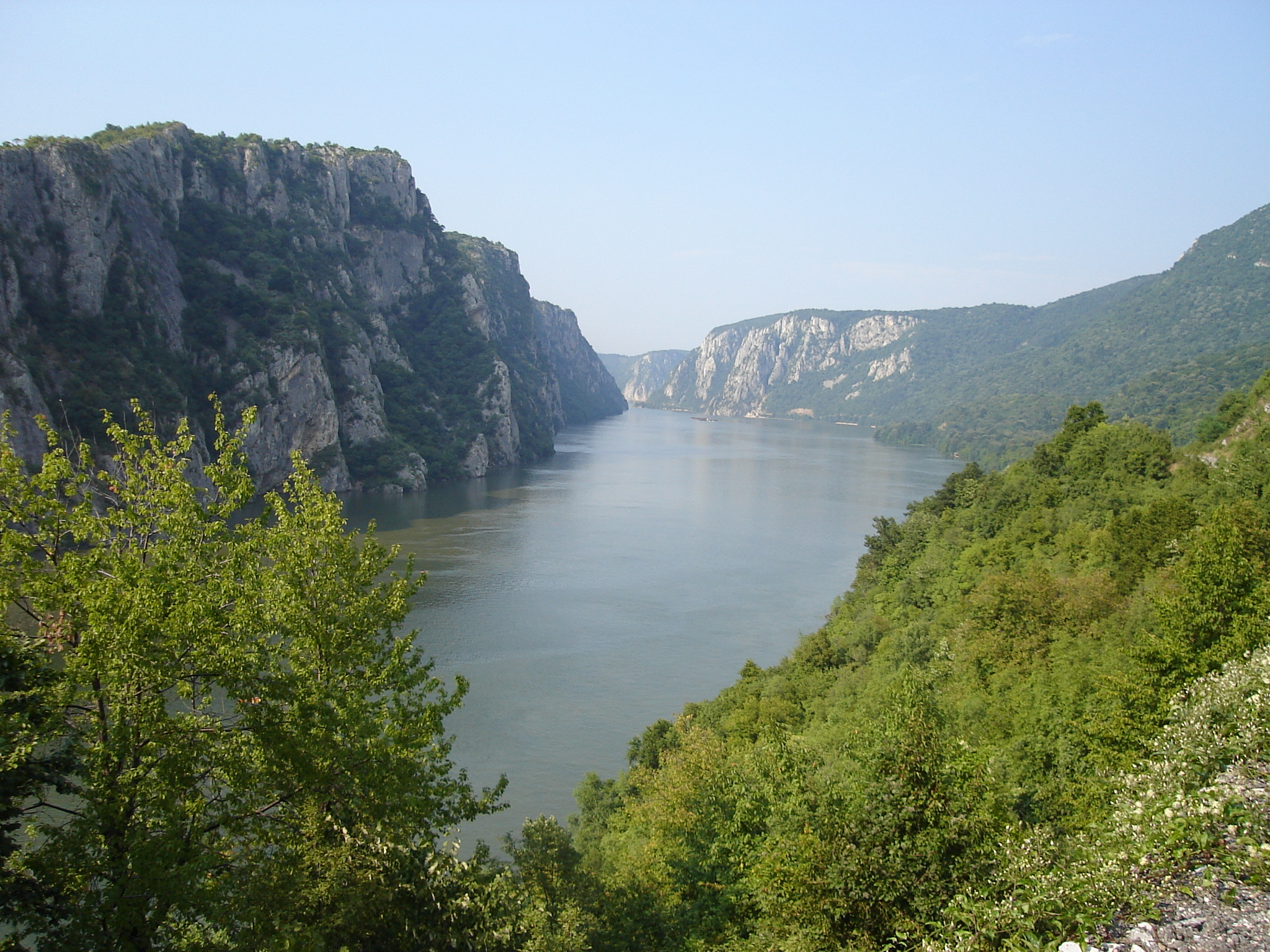
نهر الدانوب الذي يقع في منطقة الباب الحديدي الممتدة على الحدود ما بين صربيا ورومانيا

يقع بالمنطقة أيضاً كثير من الأنهار ذات أطوال مختلفة. بعض هذه الأنهار الموجودة في المنطقة تجري في بعض الدول وتكون أحواض مائية. بعض هذه الأنهار محلية أو إقليمية. نهر الدانوب الذي يعدّ أحد أهم الأنهار في منطقة البلقان، يربط الدول التي تقع في الجزء الغربي من شبه جزيرة البلقان بالبحر الأسود. يعدّ نهرا سافا الذي يرتبط بنهر الدانوب من الشمال، ونهر مورافا الذي يتصل بنهر الدانوب أيضاً من الشرق من أهم الأنهار في شبه جزيرة البلقان. يعدّ نهر مورافا أطول أنهار شبه الجزيرة البلقانية بطول يصل إلى 550 كيلو متر؛ ويليه نهر درينا. كما يعد نهر ناراتوا الذي يجري من الغرب إلى الجنوب ويصب في البحر الأدرياتيكي من أهم مصادر المياه في منطقة البلقان. الأنهار الأخرى الموجودة في المنطقة هي: نهر ناريتش الذي ينبع من بلغاريا، ونهر درينا الذي يجري داخل ألبانيا، بالإضافة إلى نهر فاردار الذي ينبع من مقدونيا.

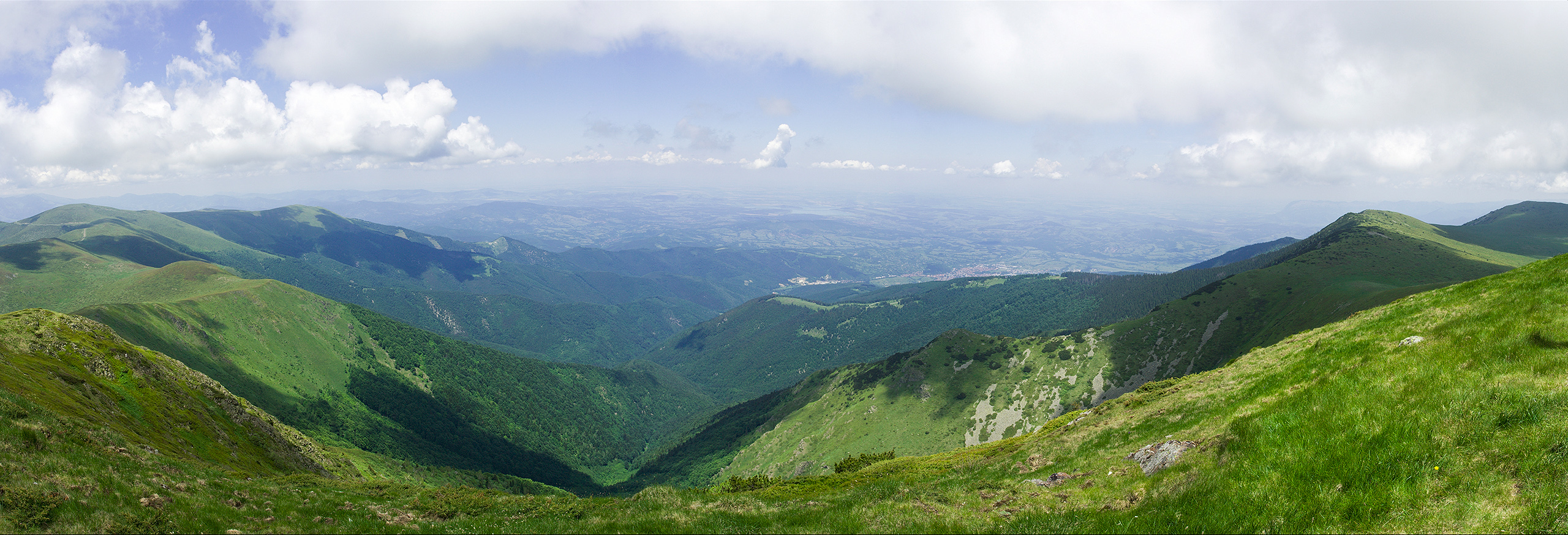
جبال البلقان التي تقع في بلغاريا وتستمد منها المنطقة اسمها.

### الموارد

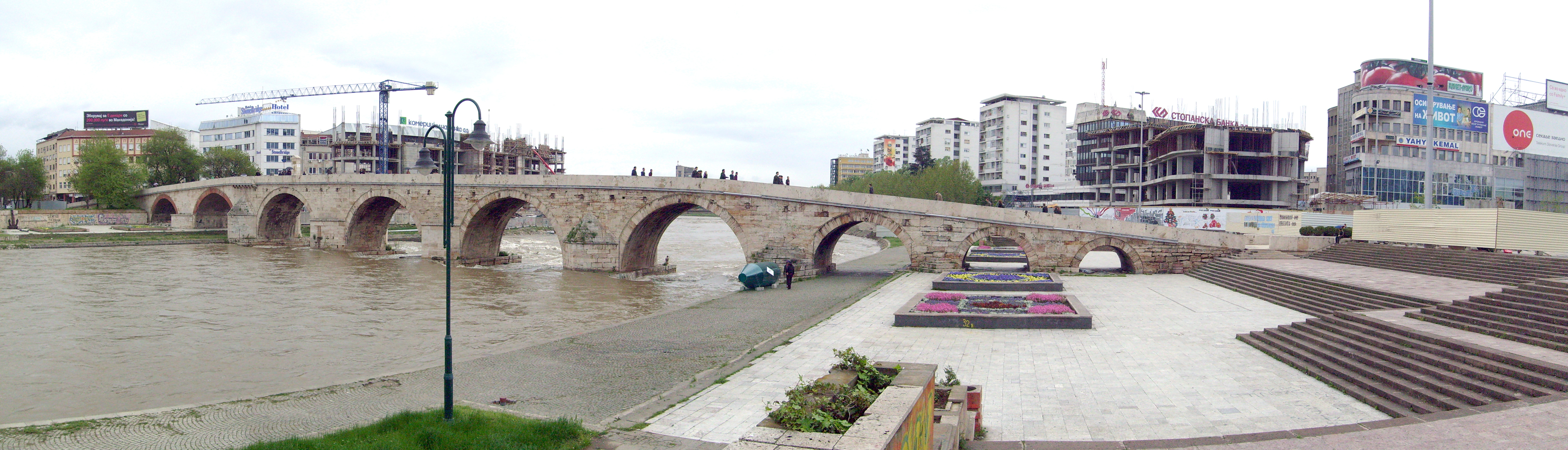
نهر فاردار في سكوبيه

تتمتع منطقة البلقان بطبيعة جغرافية جذابة نتيجة لارتفاعها بالجبال وكونها شبه جزيرة تحاط بالبحار. تُرى الطيور كل يوم في نهر الدانوب؛ حيث توجد حياة بحرية في جنوب البلقان. تتواجد الحياة النباتية في مناطق البحار وحتى أطراف الغابات. تعدّ جغرافيا البلقان الثالث على مستوى العالم من حيث التنوع البيلوجي بعد الحيد المرجاني العظيم في أستراليا، وأرخبيل غالاباغوس في الإكوادور.
تعدّ دلتا نهر الدانوب الواقعة في رومانيا، ثاني أكبر دلتا في أوروبا، وأول المحميات الأوروبية. يوجد بهذه الدلتا الأنهار، والقنوات، والبحيرات التي تحفها الأشجار المهدبة، كما يوجد بها جزر البوص. كما تعد جنة لمراقبي الطيور وعاشقي البرية. يوجد في بلغاريا محمية باسم Zlato Pole في وادي نهر ماريتش؛ حيث يوجد بها الكثير من الأنواع الحية المعرضة للخطر. محمية Zlato Pole غنية بعدد كبير من أنواع النباتات والحيوانات المعرضة للخطر. تحتوي صربيا على عدد من المستنقعات لا يقل عن 9 مستنقعات من قائمة اليونيسكو. يعدّ مستنقع Golija-Studenica Biyosfer Rezerv من أهم هذه المستنقعات، ليس لحمايته والحفاظ عليه جيداً، وإنما في الوقت نفسه لأهميته من حيث المصادر الثقافية أيضًا. يتم المحافظة على أنواع النباتات المعرضة للانقراض في المناطق المختلفة في أوروبا، في غابات ومستنقعات صربيا الخضراء.
كما يوجد أيضاً مصادر أخرى للحياة الطبيعية في الكثير من المناطق في البلقان؛ من المصادر الطبيعية في ألبانيا: البترول، والغاز الطبيعي، والفحم، ومعدن البوكست، وخام الحديد، الكروم، النحاس، النيكل، الملح، الأخشاب، والطاقة الهيدرومائية. وفقًا لمعطيات عام 2009 فإنه يتم إنتاج حوالي 5400 برميل من البترول يوميّاً. ويبلغ الإنتاج من الغاز الطبيعي 30 مليون متر مكعب. بينما يمثل الفحم، والحديد الخام، والنحاس، والبوكسيت، والرصاص، والزنك، والكروميت، والبوكالت، والمنجنيز، والنيكل، والجبس، وطين الصلصال، والملح، والرمل، والأخشاب والطاقة الكهرومائية مصادر الموارد الطبيعية في بوسنة والهرسك. يشكل البوكست، والمنجنيز، والزنك، والرصاص، والفحم، والأخشاب، والأراضي الصالحة للزراعة المصادر الطبيعية في بلغاريا. وفي كرواتيا تتمثل المصادر الطبيعية في الزيوت المعدنية، وخام الحديد بجودة منخفضة، والسيليكا، والميكا، والصلصال، والجبس، والأسفلت الطبيعي، والملح، والكالسيوم، والطاقة الكهرومائية، والملح. بينما في الجبل الأسود يمثل البوكست أهم المصادر الطبيعية. بينما يكون في كوسوفو أهم المصادر الطبيعية: النيكل، والرصاص، وزنك، ومنجنيز، والليغنايت، والكاولين، والكروم والبوكست؛ بالإضافة لطبقات من الفحم والفضة. و تتمتع مقدونيا بمصادر طبيعية كثيرة مثل: خام الحديد منخفض الجودة، ونحاس، ورصاص، والكورميت، والمنغنيز، والنيكل، والتنغستن، وذهب، وفضة، ومعدن الأسبست، والجبس، والأخشاب، والأراضي القابلة للزارعة.
يمثل البترول (الاحتياطات تنخفض)، والغاز الطبيعي، والفحم، وخام الحديد، والملح، والأراضي الصالحة للزراعة، والطاقة الكهرومائية المصادر الطبيعية بالنسبة لرومانيا. بينما في صربيا يشكل البترول، والغاز، والفحم، وخام الحديد، والفحم، والزنك، والأنتيمون، والكورميت، والذهب، والفضة، والمنغنيز، وصخور الكلس، والبريت، والرخام، والملح، والأراضي القابلة للزراعة. أما سلوفينيا، فتتمثل الموارد الطبيعية في: فحم الليجينيت الصخري، والرصاص والزنك، والطاقة الكهرومائية، والغابات. وعند النظر إلى تركيا نجد ن مواردها الطبيعية تتمثل في الآتي: الفحم، وخام الحديد، والكروم، والنحاس، والأنتيمون، والزئبق، والباريت، والذهب، والبورون، والسلستين، والساندر، والفلسبار، وصخور الكلس، والمغنسيوم، والرخام، والبيرلايت، وحجر الخفاف، والبيريت، وطين الصلصال، والأراضي القابلة للزراعة، والطاقة الكهرومائية. كما يوجد في اليونان إمكانات من فحم الليجنيت الصخري، والبترول، وخام الحديد، والبوكست، والرصاص، والزنك، والنيكل، والمنجنيز، والرخام، والملح، الطاقة الكهرمائية.

### الدول
تقع كل من ألبانيا، البوسنة والهرسك، بلغاريا، الجبل الأسود، كوسوفو، مقدونيا، واليونان بشكل كامل داخل منطقة البلقان. بينما يقع 54.8% من الأراضي الكرواتية، و 6.5% من الأراضي الرومانية، و 72.2% من الأراضي الصربية، و 26.7% من الأراضي السلوفينية، و 3% من الأراضي التركية داخل منطقة البلقان. كما يقع 0.1% من الأراضي الإيطالية التي يبلغ إجمالي مساحتها 301.340 كيلومتر مربع؛ ولكن إيطاليا لا تُعتبر من أراضي البلقان.

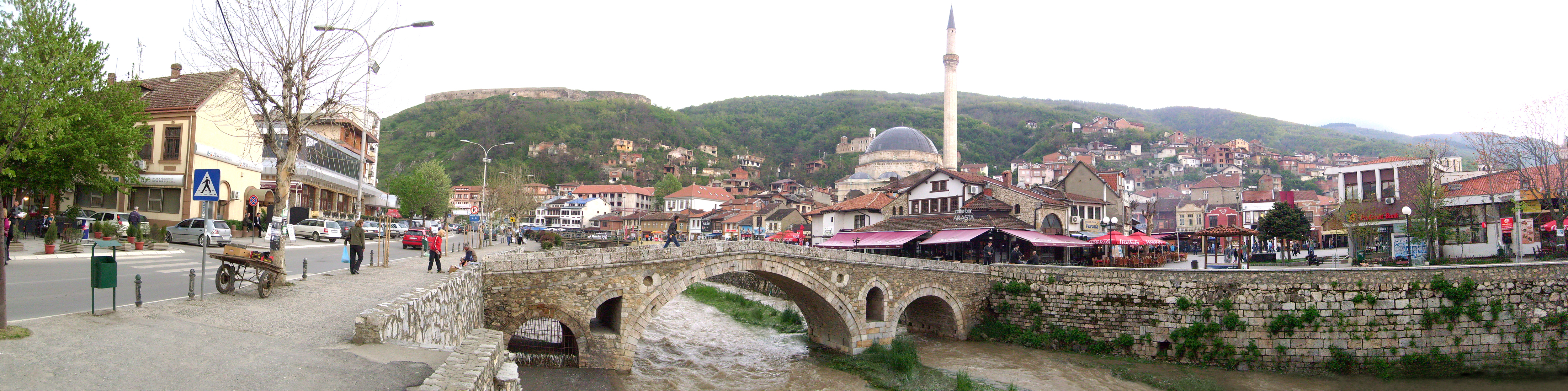
مدينة بريزرن عاصمة كوسوفو الثقافية

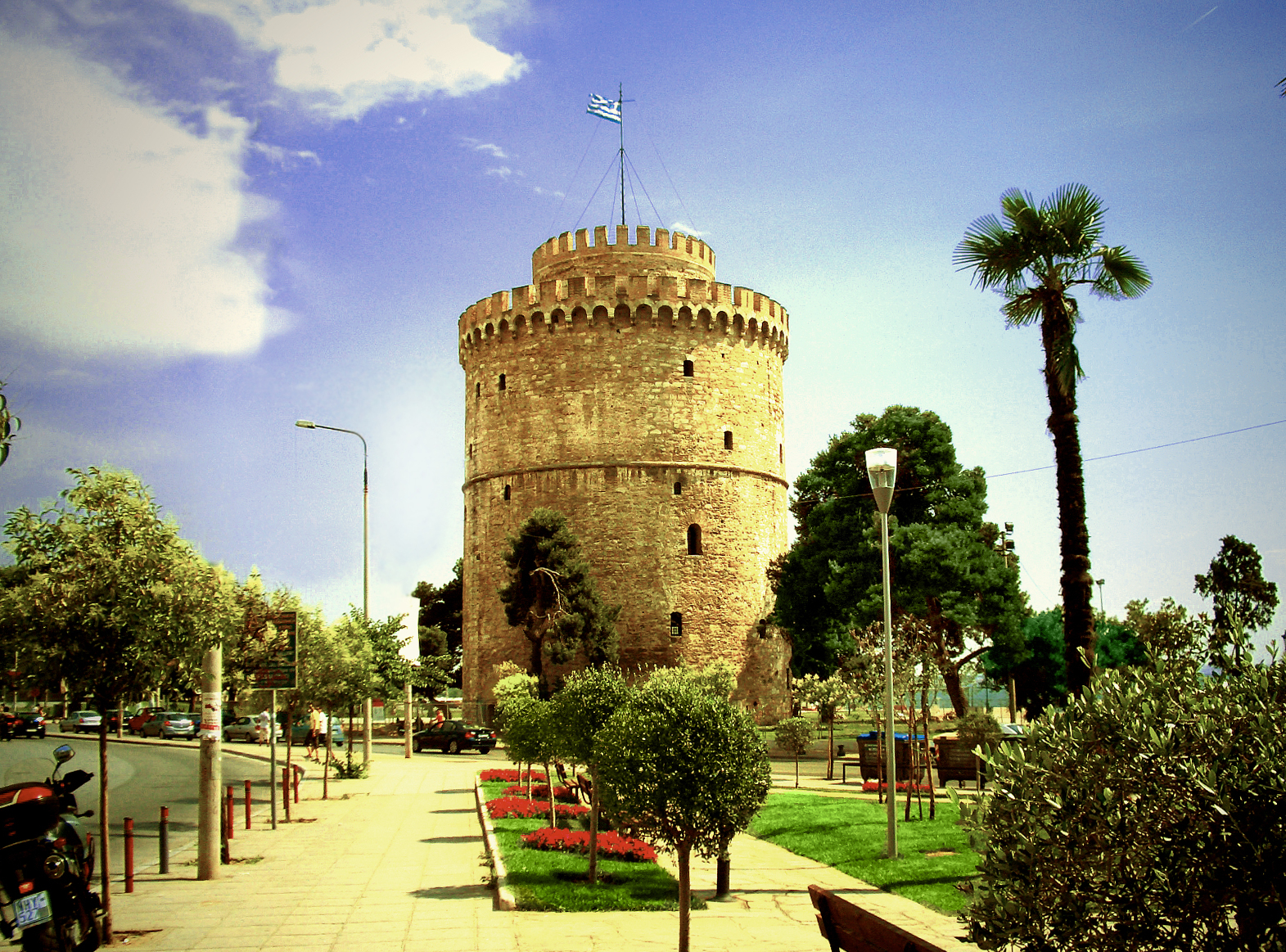
البرج الأبيض في سالونيك

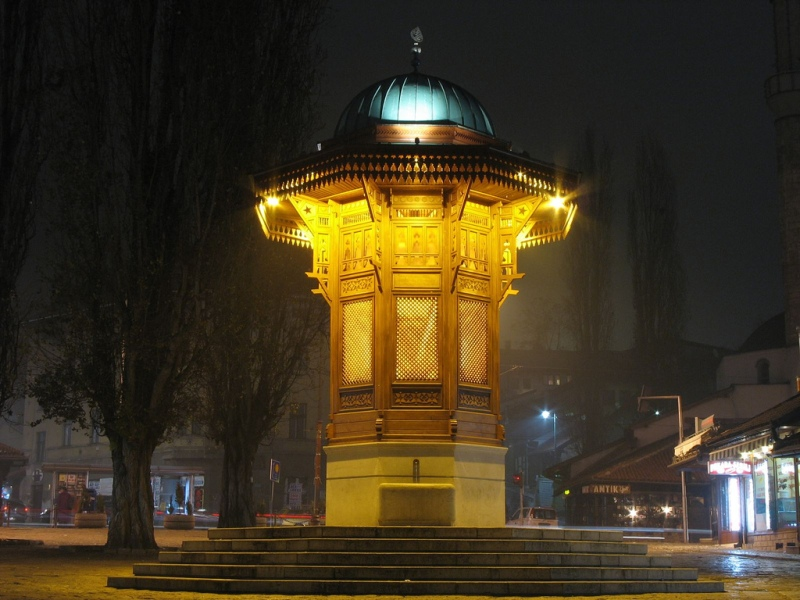
سبيل Başçarşı رمز مدينة ساراييفو

| البلد           | المساحة الواقعة داخل منطقة البلقان | المساحة الكلية | عدد السكان في منطقة البلقان | عدد سكان الدولة | العاصمة    |
| --------------- | ---------------------------------- | -------------- | --------------------------- | --------------- | ---------- |
| ألبانيا         | 28.748                             | 28.748         | 2.831.741                   | 2.831.741       | تيرانا     |
| البوسنة والهرسك | 51.197                             | 51.197         | 4.613.414                   | 4.613.414       | سراييفو    |
| بلغاريا         | 110.879                            | 110.879        | 7.351.234                   | 7.351.234       | صوفيا      |
| كرواتيا         | 31.009 (% 54,8)                    | 56.594         | 1.725.656                   | 4.290.612       | زغرب       |
| الجبل الأسود    | 13.812                             | 13.812         | 620.145                     | 620.145         | بودغوريتسا |
| كوسوفو          | 10.887                             | 10.887         | 1.733.872                   | 1.733.872       | بريشتينا   |
| مقدونيا         | 25.713                             | 25.713         | 2.052.722                   | 2.052.722       | سكوبيه     |
| رومانيا         | 15.570 (% 6,5)                     | 238.391        | 971.643                     | 21.498.616      | بوخارست    |
| صربيا           | 55.965 (% 72,2)                    | 77.474         | 5.207.777                   | 7.120.666       | بلغراد     |
| سلوفينيا        | 5.421 (% 26,7)                     | 20.273         | 299.644                     | 2.056.262       | ليوبليانا  |
| تركيا           | 23.726 (% 3)                       | 783.562        | 10.434.511[                 | 74.724.269      | أنقرة      |
| اليونان         | 131.957                            | 131.957        | 11.305.118                  | 11.305.118      | أثينا      |
| المجموع         | 504.884                            | 1549487        | 49.147.477                  | 140198671       | -          |

## التاريخ

### فترة ما قبل التاريخ
يبدأ تاريخ منطقة البلقان ببداية ظهور الإنسان في حقبة العصر الحجري القديم منذ 44.000 عام. نهاية حقبة ما قبل التاريخ يُتفق أنها ترجع للقرن الثامن قبل الميلاد عند اكتشاف أول نصوص كتابية باليونان القديمة. حقبة ما قبل التاريخ في المنطقة تتكون من الفترات الفرعية التي تسمى بـ: العصر الحجري القديم، وحقبة الهولوسين، والعصر الحجري الأوسط، والعصر الحجري الحديث، والحقبة الهند أوروبية، وحقب ما قبل التاريخ؛ ولكنها مقتة نسبياً بين هذه الفترات. وعلى الرغم من أنه وفقاً لبعض المصادر والآراء فإن حقبة ما قبل التاريخ تشمل حضارات كانت موجودة في زمن اليونان القديمة (2800-1200 قبل الميلاد) في العصر البرونزي، مثل: حضارة مينوسية، وحضارة الميسينية، وحضارة تراقيون، وحضارة ليمني، وحضارة فبنيتو، فإن البعض الآخر من هذه المصادر يشير إلى كونها لا تشمل هذه الحضارات.
ووفقًا لآراء أخرى، فإن حقبة التاريخ التي تُعد آخر مراحل حقبة ما قبل التاريخ في منطقة البلقان، تبدأ بظهور الشاعر الإغريقي هوميروس. وعلى أية حال فإنه يُتفق أن حقبة ما قبل التاريخ انتهت في القرن الخامس الميلادي أي ما قبل هيرودوت.

### فترة اليونان القديمة ومملكة مقدونيا

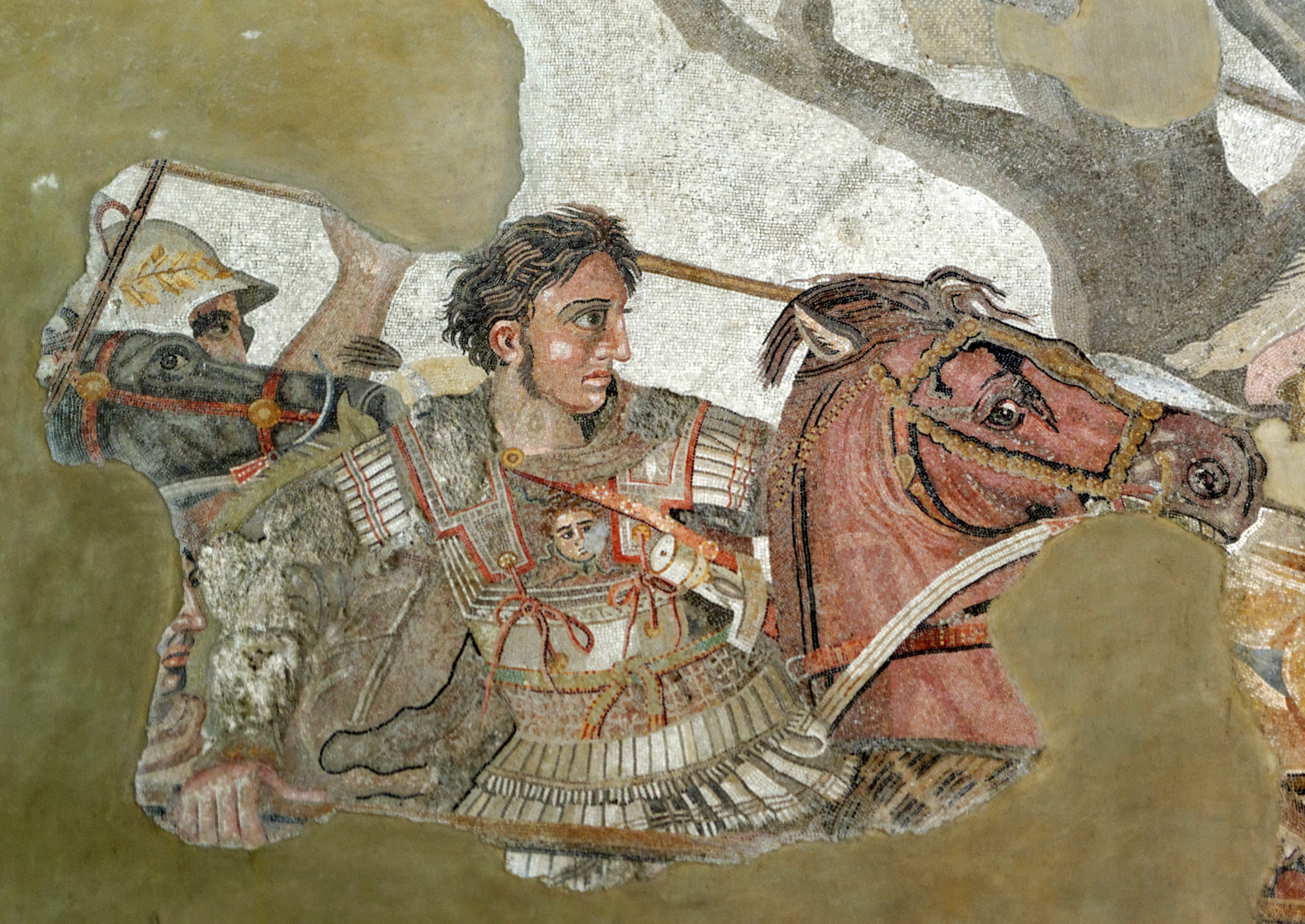
الإسكندر الأكبر وفرسه الأسطوري بوكافالسون أثناء معركة إسوس

أثر حكم بلدان اليونان المختلفة في قرون ما قبل الميلاد في منطقة البلقان، خاصة على سواحل بحر إيجه والبحر الأدرياتيكي والمناطق المجاورة لها. فيما بعد عام 500 قبل الميلاد سيطرت الدول اليونانية على أثينا وإسبرطة، ولكنها واجهت الفتح الفارسي من الجهة الشرقية. وهذه البشرة كانت سببًا في الوصول إلى الذروة الثقافية وتكوين القرنين الخلَّاقان للفكر الفلسفي المتقدم بها. هذا التطور الثقافي شكل التاريخ الأوروبي المكون من 2000 عام. واجهت فترة الرخاء التي في دول المدن سلسلة متتابعة من الحروب التي تعرضت لها بلدان امدن اليونانية من قبل قوى أخرى قوية.
وصلت مملكة مقدونيا الواقعة في شمال اليونان إلى النهضة والحضارة في عهد فيليب الثاني المقدوني (359-336 قبل الميلاد)، بينما وصلت إلى قمة الرقي والازدهار في عهد ابنة الإسكندر الأكبر. في عهد الإسكندر الأكبر (336-323 قبل الميلاد) أصبحت الإمبراطورية المقدونية أكبر الإمبراطوريات المعروفة التي شهدها العالم. وبالإضافة لكونها كانت أكبر الإمبراطوريات في شبه جزيرة البلقان، فقد شملت أيضًا مناطق مختلفة مثل: مصر وسوريا.

### فترة روما
في القرن الثاني والثالث قبل الميلاد دخلت البلقان تحت سيطرة الرومان. وبُدأ بتغيير المنطقة حسب نظام الرومان الإداري، والثقافي، والعسكري. وفي السنوات الأخيرة للهيمنة الرومانية انخرط الرومان، والهون، وقبائل القوط في تكوين مساحاتهم الحصينة في المنطقة، وأسسوا مناطقهم الخاصة بها.
قسمت شبه جزيرة البلقان إلى قسمين نتيجة لانقسام الإمبراطورية بين أبناء الإمبراطور ثيودوسيوس الأول (346-395) الأثنين قبل وفاته؛ حيث تكون في الطرف الشمال الغربي كرواتيا وسلوفينيا، الإمبراطورية الرومانية الغربية ظلت داخل حدود الإمبراطورية البيزنطية. كما أصبح جزء صغير جدًا من الإمبراطورية الرومانية الغربية داخل حدود منطقة البلقان، وهذه الأراضي بعد ذلك انضمت إلى الإمبراطورية البيزنطية مع سقوط الإمبراطورية الرومانية الغربي.

### فترة الإمبراطورية البيزنطية (البيزنطة)

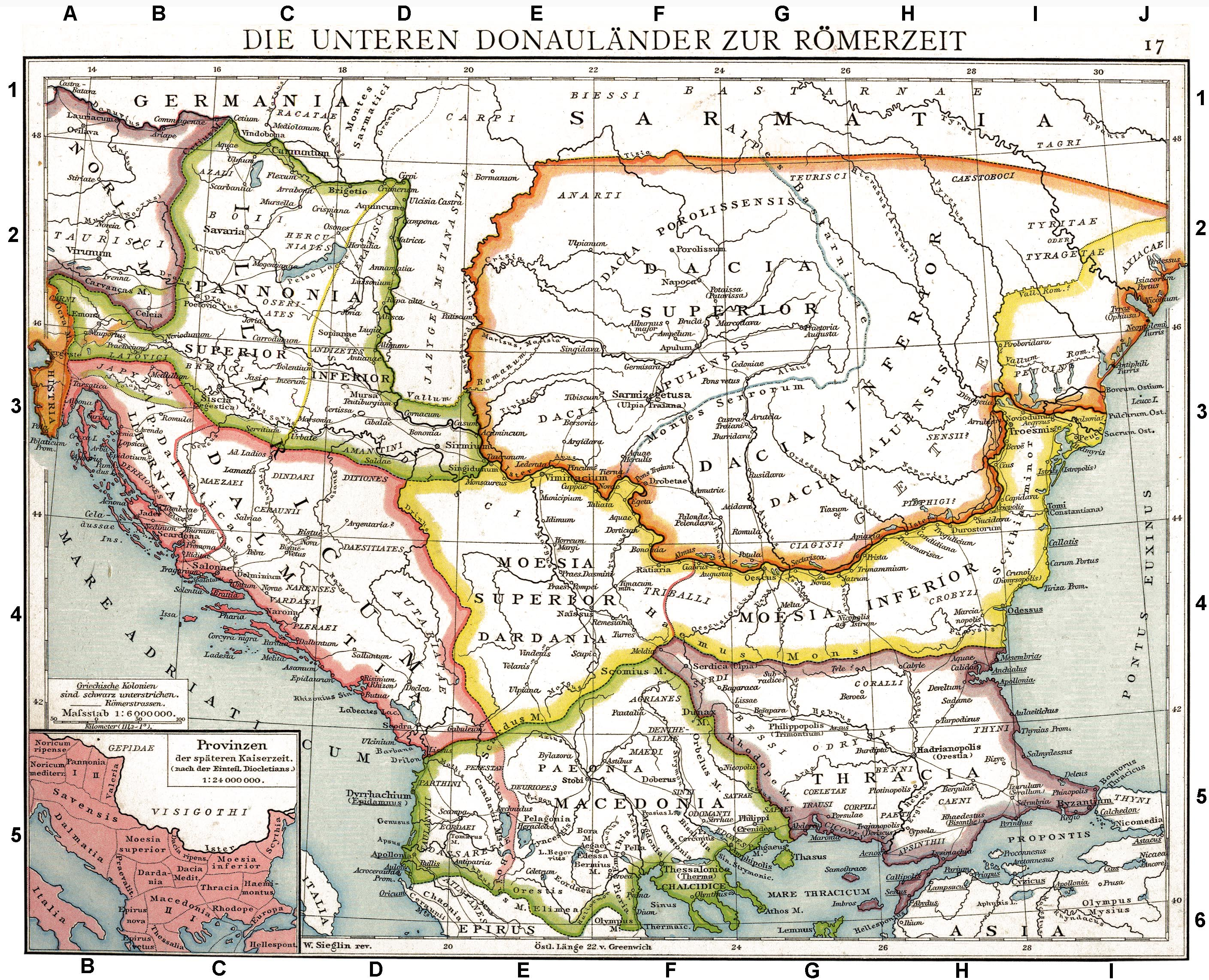
المناطق الإدارية التابعة للإمبراطورية البيزنطية في البلقان.

عقب تفكك الإمبراطورية الرومانية ظل جزء كبير من أراض البلقان داخل حدود الإمبراطورية البيزنطية. كما لعبت الإمبراطورية البيزنطية دورًا مهمًا في الحروب، والصراعات، والهجرة في تاريخ منطقة البلقان.

#### فترة استيطان الهونوالسلاف
استطاعت قبائل الهون عبور نهر الدانوب لأول مرة في ربيع 378 بتكوين قوات مساعدة كدعم من قبائل القوط، والألانز، والجيرمن. وعلى الرغم من تعرضهم لمواجهة من قبل الرومانيين، فقد استطاعوا أن يصلوا إلى تراقيا. انتقلت قبائل الهون مرة أخرى في أراض البلقان بعد وفاة إمبراطور روما ثيودوسيوس الأول عام 395. واعتبارًا من عام 380 بعد الميلاد، فرضت قبائلُ الهون سيطرتها على منطقة البلقان. وكان الهون الذين يسيطرون على جزء كبير من المنطقة أهم من قبائل السلاف.
في القرن الخامس والسادس الميلادي، أصبح السلافيون الذين يتحدثون بلهجات مختلفة يسيطرون على مساحات شاسعة من أراض البلقان في شكل مجموعات. وعند مجيئهم إلى البلقان استقر السلافيون بصورة مؤقتة في المنطقة، ويعتقد أنهم استطاعوا أن يتعايشوا مع الشعوبِ التي كانت تعيش في المنطقة.

#### فترة بلغار الدانوب

الأراضي البيزنطية أثناء وفاة الإمبراطور باسل الثاني.

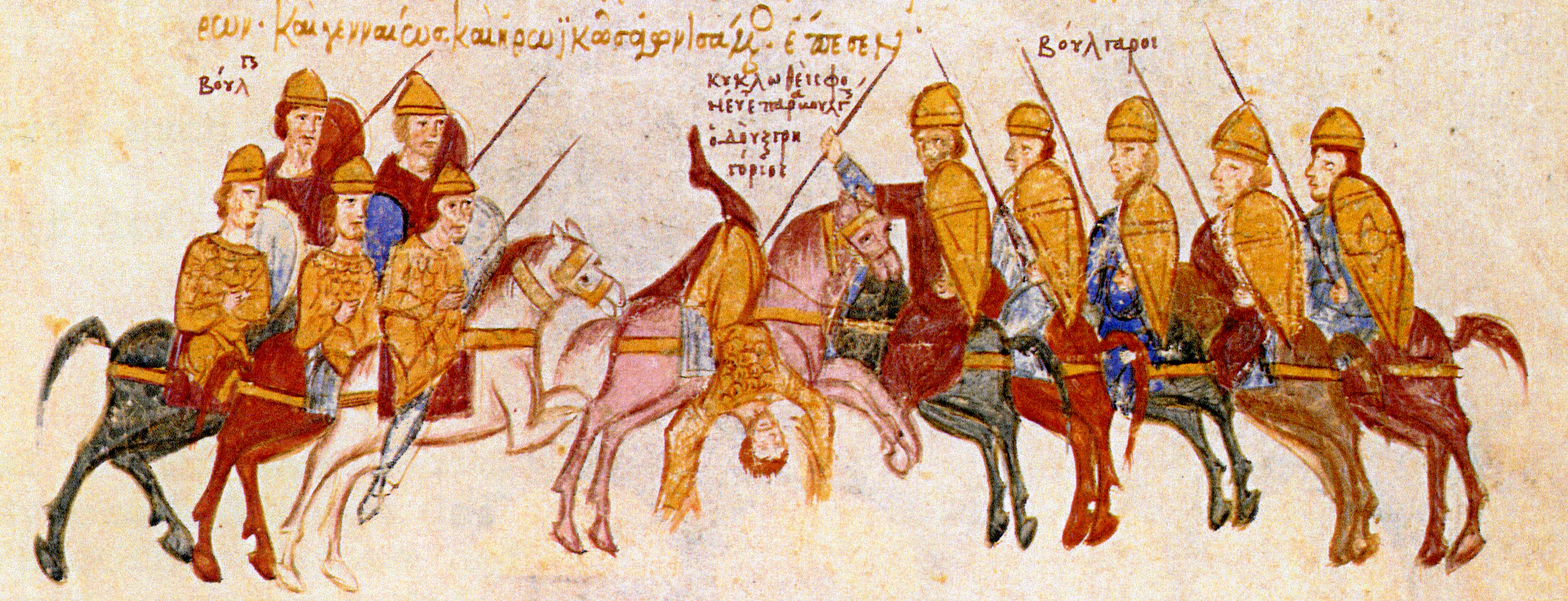
قتل البلغار لـ جراجوري طارونيتاس والي سالونيك.

في القرن السابع الميلادي، عبرت قبائل البلغاريوين ذات الأصل التركي بقيادة الخان أسباروخ نهر الدانوب وفرضوا سيطرتهم على قبائل السلافيين المستوطنة في المنطقة ما بين نهر الدانوب وغرب البحر الأسود. اتجهت قبائل البلغار التي استوطنت في شرق البلقان إلى الثقافة سلافيين الذين يعيشون معهم في دولتهم، وأصبحت هذه القبائل أيضًا سلافيين.

#### التنقل في البلقان

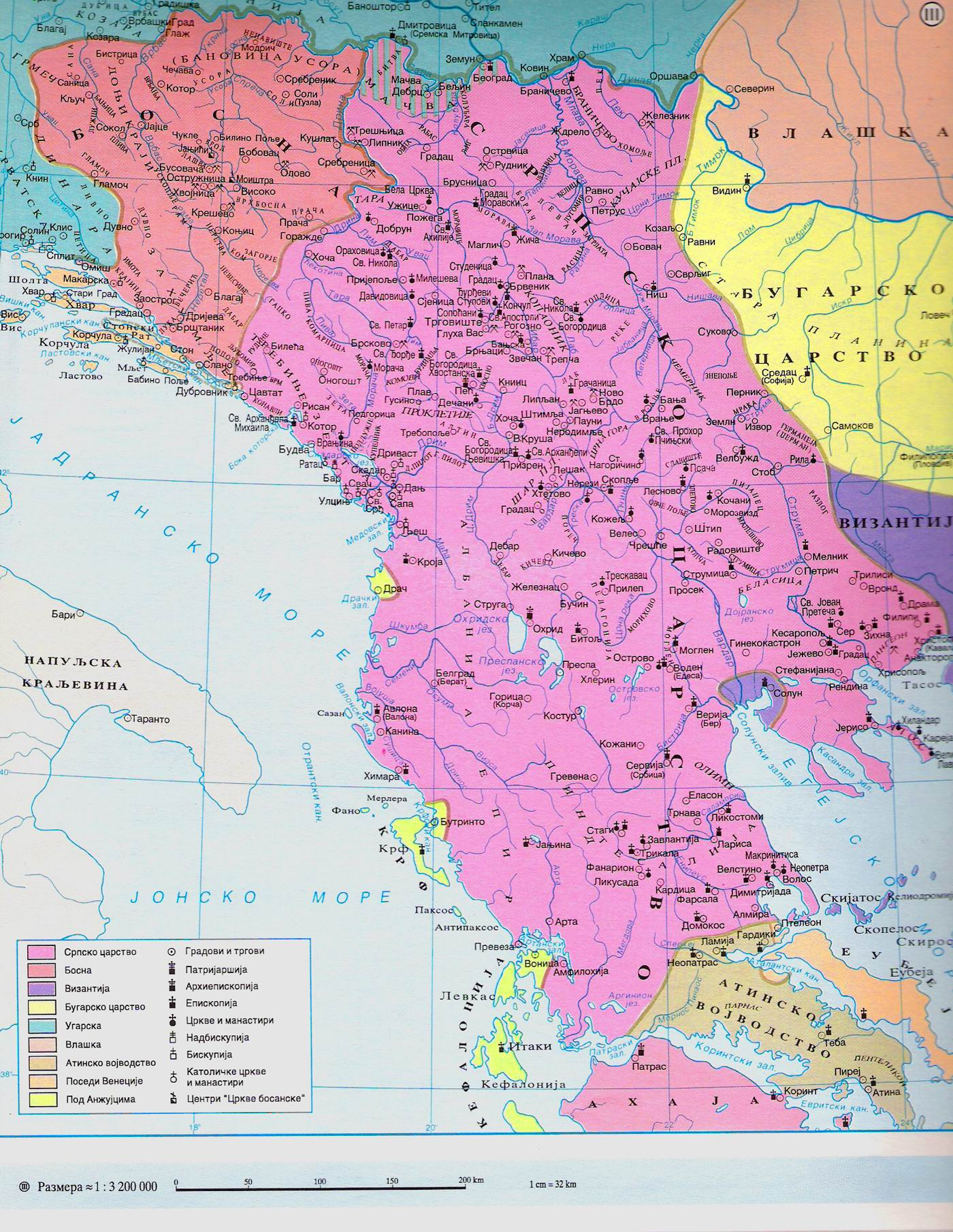
صربيا في عصر الإمبراطور ستيفان دوسان.

في منتصف الخمسينيات من القرن السادس الميلادي، حقق الإمبراطور جستينيان الأول انتصارات في الكثير من المناطق في الأراضي البلقانية، وفرض السيطرة على قبائل السلاف والجبيد. في عام 559 ميلاديًا تعرضت الإمبراطورية لهجمات من السلاف والجوتريجور. كانت هجمات السلاف في أعوام 545، و 577، و 580، و 586، وتم تأسيس مستعمرة سلافية كبيرة في محيط مدينة سالونيك. وفي زمن هيراكليس استوطنت قبائل سلافية مختلفة مرة أخرى في شمال وغرب منطقة البلقان (دالمتيا، كرواتيا، صربيا). استدعى الإمبراطور جستينيان الأول القائد بيليساريوس، وأوقف زحف الهون الجديد. عقدت معاهدة الهون والجوتريجور نتيجة لتقوية اتحاد الدانوب. وفي عام 582 ميلاديًا، سيطرت قبائل الآفار أوراسيا على قبائل سيرميون-أحد أشهر قبائل البلقان-
. في هذه الفترة فتح السلافيون أيضًا ثغرات على طول نهر الدانوب. في عام 602 ميلاديًا، طرد الإمبراطور موريس قبائل السلاف والآفار أوراسيا إلى الطرف الآخر من نهر الدانوب عن طريق الحملات التي قام بها في أراضي البلقان.
في هذه الفترة استمرت الأقوام التي توزعت في الأراضي البلقانية مثل السلاف والآفار أوراسيا في الجهاد مع الإمبراطورية البيزنطية. في عام 670 ميلاديًا، عَبَرَ البلغار إلى جنوب نهر الدانوب أثناء وصلهم في منطقة الخزر، وتعرضوا للهزيمة من الجيش البيزنطي الذي قَدِمَ إلى المنطقة لطردهم عام 680 ميلاديًا. وفي العام التالي تم توقيع مصالحة بين الإمبراطور قسطنطين الرابع، وخان بلغاريا، وأسباروخ، وحصلت دولة بلغاريا على أستقلالها. وبهذا خرجت قبائل السلاف أيضًا من عباءة الإمبراطورية البيزنطية.

#### الحرب الأهلية والسنوات الأخيرة
في منتصف القرن الرابع عشر الميلادي، ظهرت المساوئ والعيوب التي أثرت في الإمبراطورية البيزنطية بشكل كبير ومؤثر. ودمرت الحرب الأهلية التي استمرت ست سنوات (1341-1347) بعد وفاة الإمبراطور أندرونيكوس بليولوغس، الإمبراطورية. استولى الإمبراطور الصربي ستيفان دوسان على جزء كبير من الأراضي نتيجة صعوية الإدارة، وأسس الإمبراطورية الصربية التي استطاعت أن تظل في الوجود لفترة قصيرة. هزم الأتراك العثمانيون الصرب الذي تفتتوا في ظل ما يواجهونه من مشكلات في إدارة الإمبراطورية البيزنطية، وضمت الدولة العثمانية هذه الأراضي وحققت سيادتها على هذه الدول. ونتيجة لمعركة كوسوفو الأولى دخل جزء كبير من أراض البلقان تحت السيطرة والهيمنة العثمانية.

### قبائل الكومان والبنتشاك التركية

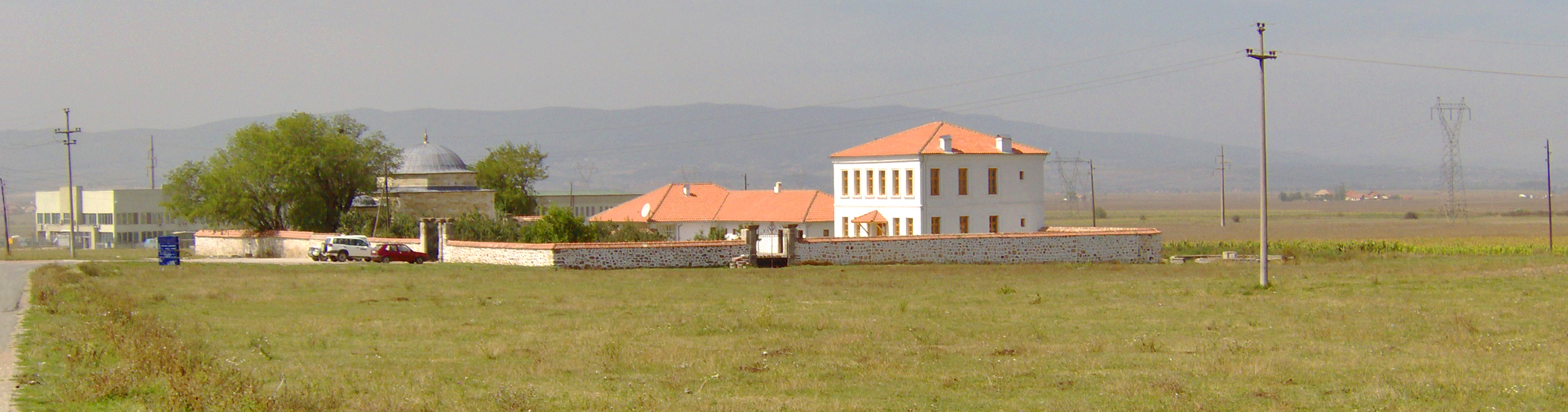
ضريح السلطان مراد الأول في المكان الذي توفي في حرب كوسوفو الأولى

بعد مجيء البلغار إلى منطقة البلقان، في القرن الحادي عشر والقرن الثاني عشر هاجرت قبائل البنتشاك والكومان والأوز الأتراك إلى منطقة البلقان، بعض هؤلاء المهاجرين أستطاعوا حماية تجمعاتهم حتى القرن الرابع عشر. في هذه الفترة تم جمع قاموس (Codex Cumanicus) للغة الكومانية مكون من 2500 كلمة، مجهزًا للأوروبيين الذين يتاجرون مع قبائل الكومان.

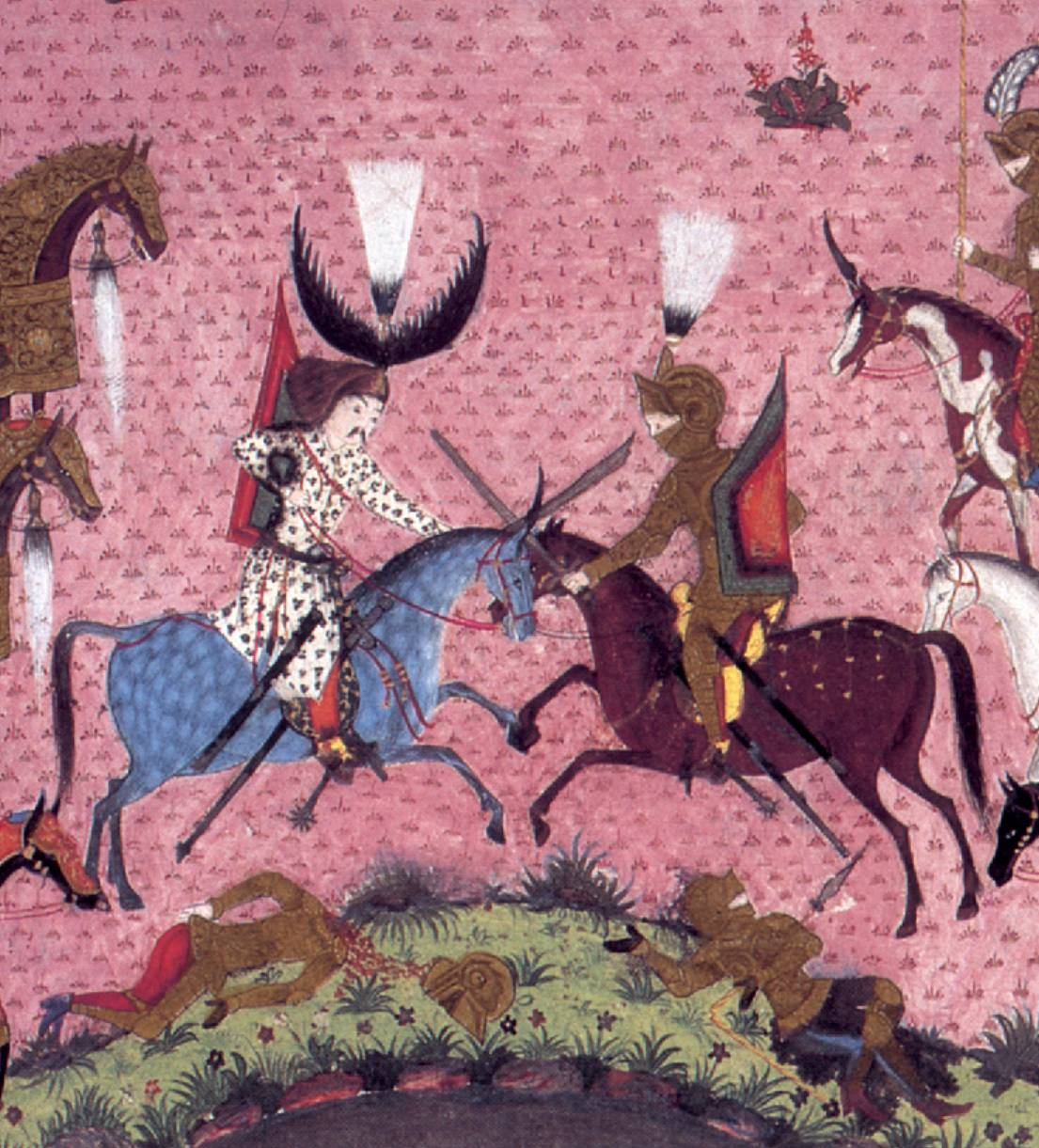
أحد المنمات العثمانية التي توضح العراك بين سينان (أحد المعتدين) وحاكم المجر.

في النصف الأول من القرن التاسع الميلادي لم يتحملوا هجمات الخزر والأوغوز، وعبروا نهر الفولغا؛ واستوطنوا مكان المجر الذين أخرجوهم من ديارهم بالقرب من نهري الدانون والكوبان (860-880). وأصبح هذا أول خطوات الهجرة الكبيرة. اتجه الأوغوز خلف قبائل البنتشاك وتبعتهم قبائل كومان من شمال البحر الأسود إلى الغرب.

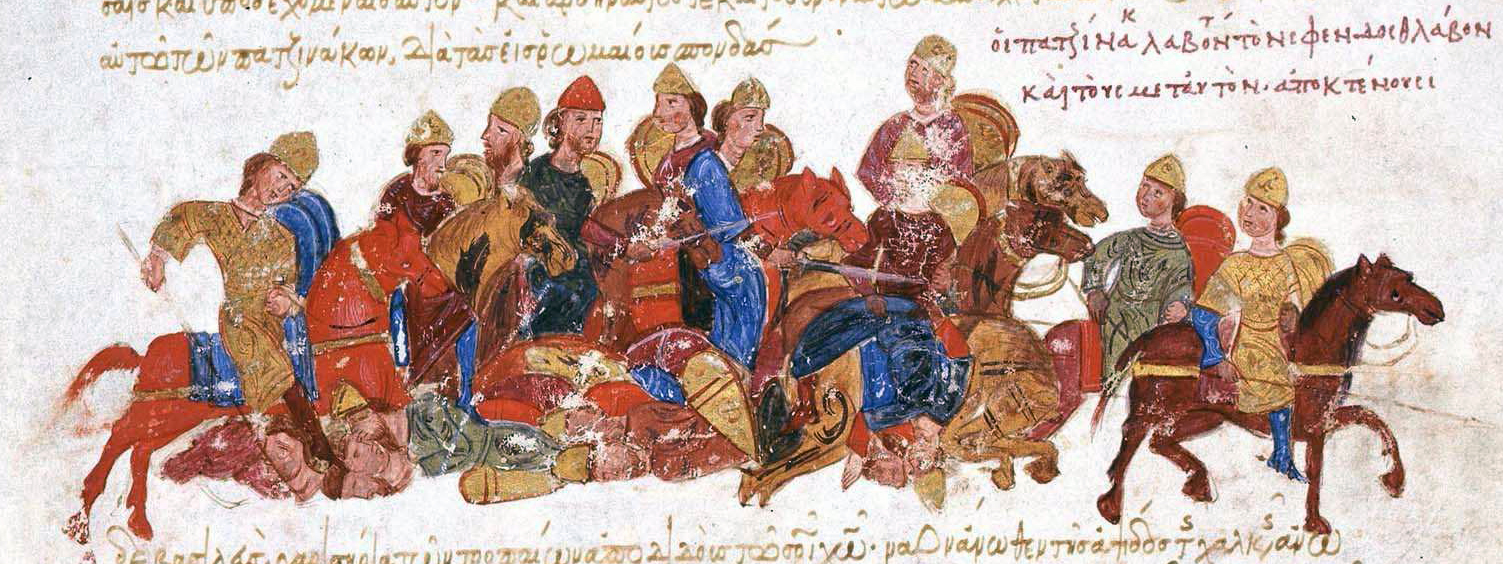
هجوم البنتشاك skyth التابعة للإمبراطور سفياتوسلاف الأول

في الفترة القريبة وفي القرن الثالث عشر اتسعت المساحات التي تنتشر بها قبائل الكومان. فكانوا يتواجدون في الكثير من المناطق في البلقان. أحد هذه المجموعات عبرت نهر الدانوب من بلغاريا وانتشرت في أراض البلقان، وبعض المجموعات الأخرى انتقل من وسط المنطقة. وفي مارس 1241 ميلاديًا، لُحظ وجود الفواج الثاني منهم في الأراض البلغارية. هذه المرة لم يأتوا من منطقة الكومان بشمال نهر الدانوب، بل جاءوا من ناحية المجر. إن ما يُعرف عن هروب الأمير كوتان من الهجوم التتاري مع 40.000 من قبائل الكومان، ولجوئه إلى مملكة بلغاريا، يعدّ حقيقة. في عام 1241 - 1256 وطن إمبراطور إزنيك الإمبراطور يوحنا الثالث مجموعة كبيرة من القبائل الكومان في مناطق مختلفة كنبات البستيا؛ حيث استوطنوا في البلقان في منطقتي مقدونيا وطرقيا، وفي الأناضول في من منطقتي مندرس وفريجيا. لعبت قبائل الكومان دورًا مهمًا في التاريخ السياسي لمنطقة البلقان في الفترة ما بين عامي 1185 - 1330. كانت قبائل الكومان هي المؤسس لثلاث أسر بلغارية حاكمة (Asen, Terter ve Şişman) ومؤسس للأسرة الحاكمة (Eflak). قبل دخول الأتراك العثمانيين إلى منطقة البلقان فيما بين القرن الثاني عشر والقرن الرابع لم يتم ملاحظة أي تفوق تاريخي في المنطقة. وانتقلوا من منطقة دبروجة إلى مدينة آقارمان، وأسست قبائل الومان التي اعتنقت المسيحية أسر حاكمة مختلفة. وفي النصف الثاني من القرن الرابع عسر أسست مجموعة أخرى منهم ألوية في منطقة فارنا - دبروجة.

### نهاية العصور الوسطى

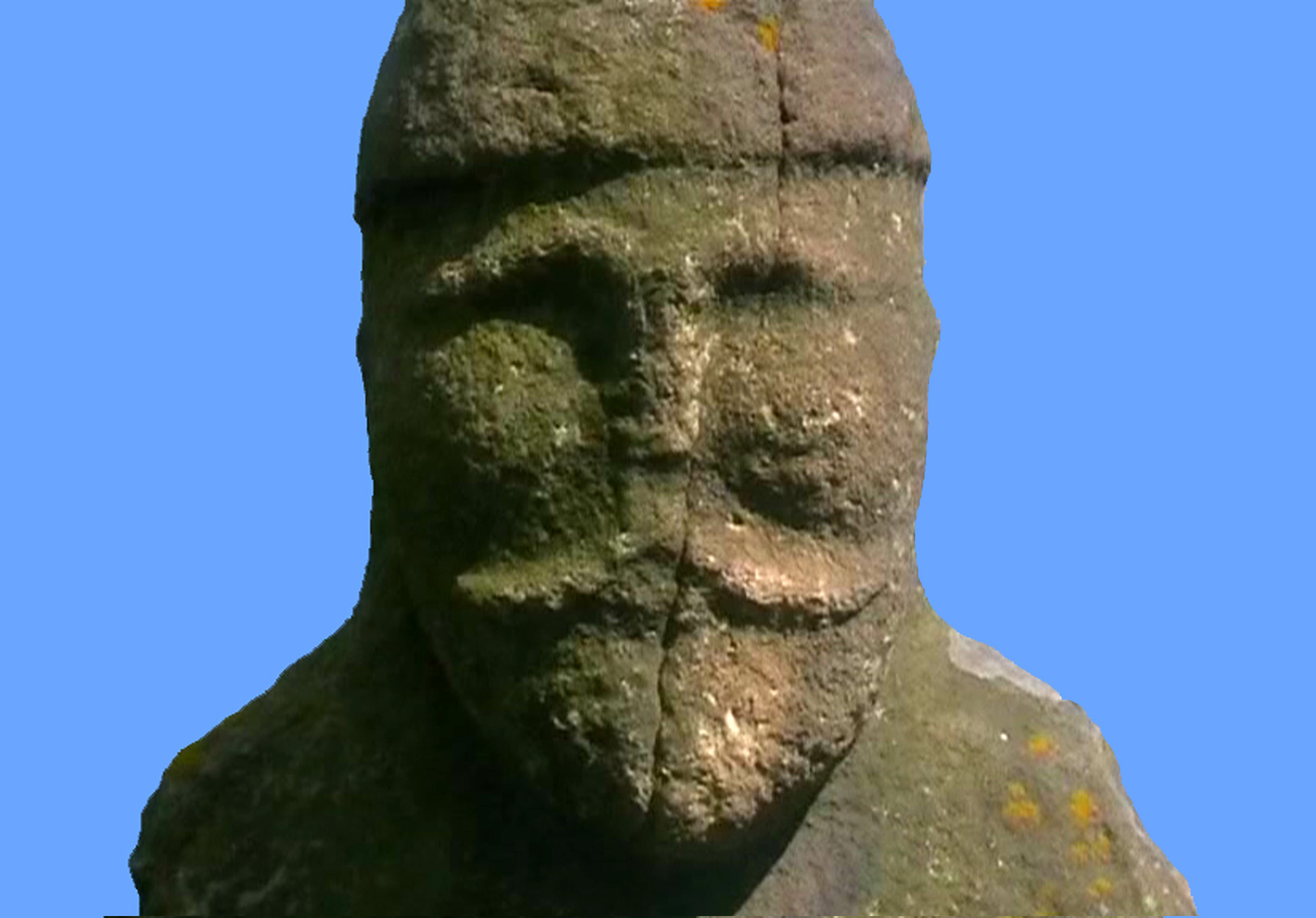
أحد تماثيل الباباوات في قبائل الكومان. (القرن 11 و 12، مدينو لوهانسك)

في العصور القديمة، سقطت الدولة القوية التي تأسست في المنطقة نتيجة للهجوم التي تعرضت له من قبل دولة أكثر قوة؛ ولكن هذه الدولة التي سيطرت على الدولة التي سقطت لم تستمر سيطرتها طويلًا. فقد سقطت هي أيضًا ونالة عاقبة الدولة التي سبقتها نتيجة للهجوم الذي تعرض له من قبل دول أقوى منها.
بعد سقوط الإمبراطورية البلغارية العظمى التي استولت على جزء كبير من المنطقة في القرن العاشر الميلادي، استوطنت الإمبراطورية البيزنطية في المنطقة في عهد الإمبراطور البيزنطي باسل الثاني الذي يُعرف بجزار البلغار. سقطت الإمبراطورية البيزنطية التي استوطنت في المنطقة بعد سقوط الإمبراطورية البلغارية العظمى التي سيطرت على جزء كبير من المنطقة في القرن العاشر الميلادي على يد الإمبراطور البيزنطي باسل الثاني الذي يُعرف بجزار البلغار، نتيجة للهجوم الذي تعرضت له من قبل الصرب في فترة حكم الإمبراطور ستيفان دوسان في عام 1014 ميلاديًا. بينما سقطت الإمبراطورية الصربية التي استحوذت على أراض الإمبراطورية البيزنطية منتشرة في مساحة شاسعة من بلغراد إلى أثينا، في القرن الرابع عشر نتيجة للهجوم العثماني الذي تعرضت له.

### مرور الأتراك من الأناضول
جاء الأتراك من جنوب منطقة، البلقان من الأناضول، إلى منطقة البلقان؛ واستمر استيطانهم بها حتى الستينيات من القرن الثالث عشر. مع مرور الوقت بدأت القبائل التركية القادمة من شمال البحر الأسود في اعتناق المسيحية؛ وفي ظل اختلاطهم مع قبائل السلاف الموجودة في المنطقة نجحوا في إخفاء مسيحيتهم عن الأتراك المسلمين القادمين من منطقة الأناضول. تمت أول عملية استيطان عام 1261 ميلاديًا بهرب السلطان السلجوقي عز الدين كايكاووس من المغول إلى الإمبراطورية البيزنطية. جاء ما يقرب من 30 إلى 40 مجموعة من التركمان مع المقدس باب صالتوك إلى السلطان عز الدين هربً من المغول، وقامت الإمبراطورية البيزنطية بطوتينهم في شمال دبروجة عام 1263. في البداية أسست مجموعات التركمان التي دخلت تحت حماية جيش مغول القبيلة الذهبية (أو كما يُعرفون بمغول القبجاق)، مدينة أخرى مع مدينة الباب وصالتوك. وكان ابن بطوطة قد مرّ من هنا عام 1332 ميلاديًا، وذكر مدينة البابا أنها مدينة يسكنها الأتراك.

### فترة الدولة العثمانية

#### فتح القسطنطينية

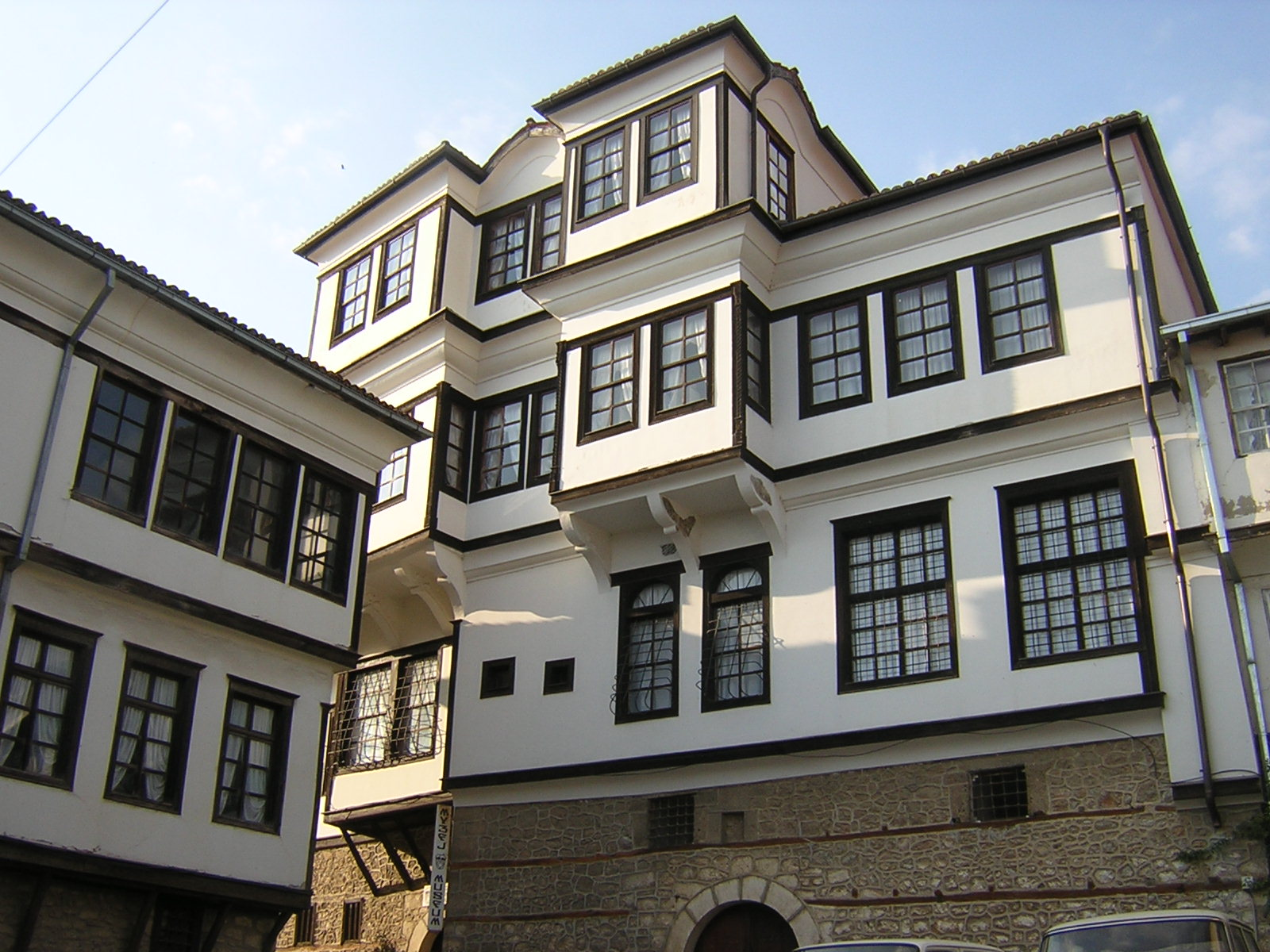
منزل أثري مثالًا على الأسلوب المعماري التركي العثماني في أوخريد

قوي موقف العثمانيين في شبه جزيرة البلقان بعد فوزهم الساحق على الحملة الصليبية والائتلاف الأوروبي في معركة فارنا.
إنَّ فتح القسطنطينية على يد الأتراك العثمانيين يُعتبر من أهم الأحداث التي تعرضت لها منطقة البلقان. وبفتح القسطنطينية أُعطيت كلمة النهاية لسقوط الإمبراطورية البيزنطية. ولم يبقَ في منطقة البلقان إلا النظام المستبد في شبه جزيرة مورة، وإمبراطورية طرابزون التي في آسيا؛ حيث لم تستمرا إلا لبعض السنوات فيما بعد. ولسقوط الإمبراطورية البيزنطية نتائج مهمة وشاملة؛ حيث ساعد ذلك الأتراك العثمايين في فرض سيطرتهم على شبه جزيرة البلقان، كما يعدّ زوال أي عوائق تعيق الفتوح العثمانية في داخل الأراضي الأوروبية، وفتح مدينة فينا عام 1683 ميلاديًا.
وقد تم سقوط الإمبراطورية البيزنطية من خلال فتح العاصمة البيزنطية على يد الجيش التركي العثماني بقيادة السلطان محمد الفاتح. وبعد ذلك أصبحت المدينة عاصمة لإمبراطورية العثمانية. وبفتح القسطنطينية (إسطنبول) انتهت الإمبراطورية البيزنطية التي استمر 1058 عامًا، وبهذا طُويت صفحة العصور الوسطى وبدأ العصر الحديث.

#### حروب البلقان

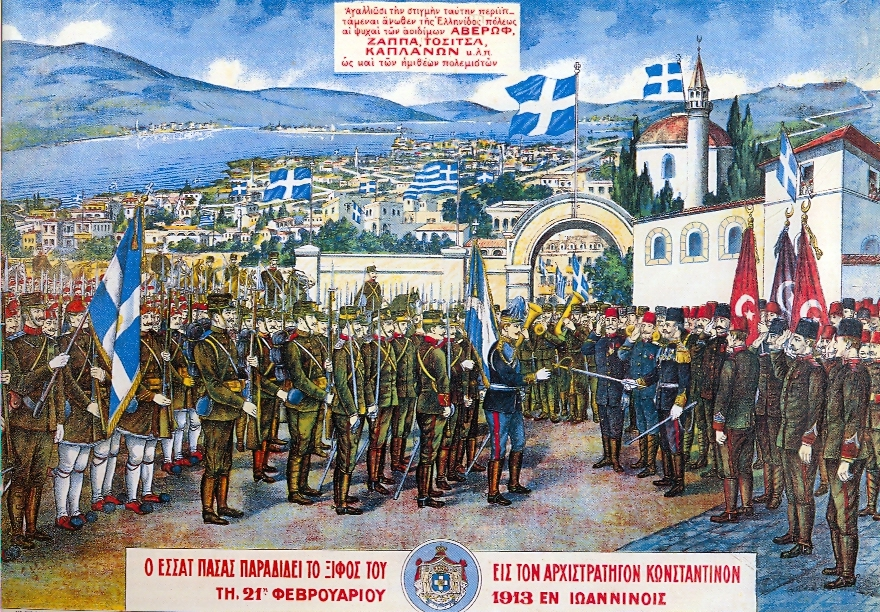
تسليم مدينة يوانينا إلى اليونان: تسليم محمد أسد باشا سيف الحكم إلى قسطنطين الأول ملك اليونان

إن أعمال العصيان التي بدأت بشبه جزيرة البلقان في القرن التاسع عشر والحروب التي اندلعت نتيجة الصراعات العرقية كانت بمثابة ضربة قوية زعزعت السيطرة العثمانية في المنطقة. وكان الجيش العثماني مضطرًا لمواجهة تحالفات كبيرة في عدد كبير من الجبهات في حرب البلقان الأولى، وبإستثناء بعض الحروب فقد تعرض الجيش العثماني للهزيمة. بعد هذه الحروب خسرت الدولة العثمانية بعض أراضيها الغربية التي تراجعت عن شكل الحدود الموجود حاليًا. وفيما بعد استطاع الجيش العثماني المتعافي في حرب البلقان الثانية أن يسترد قطع الأراضي الصغيرة التي فقدها واسترد مدينة أدرنة.
أصبحت حرب البلقان بمثابة نقطة التحول في مصير انهيار الدولة العثمانية التي بدأت في التفكك عام 1878 ميلاديًا. وقد أتمت الحرب العالمية الأولى هذه المهمة بنجاح. في الواقع، إن حرب البلقان كانت عبارة عن بروفة لتجربة الأسلحة الحديثة التي تتنتجها الدول الأوروبية أستعدادًا لاندلاع حروب التقسيم والمحاسبة بينهم. وقد حُلت المشكلات التي لم تجد الحرب العالمية الأولى حلًا لها في أثناء الحرب العالمية الثانية. وطوال هذه الفترة قُتِلَ ما يقرب من 150.000.000 شخص.

### الحرب العالمية الأولى

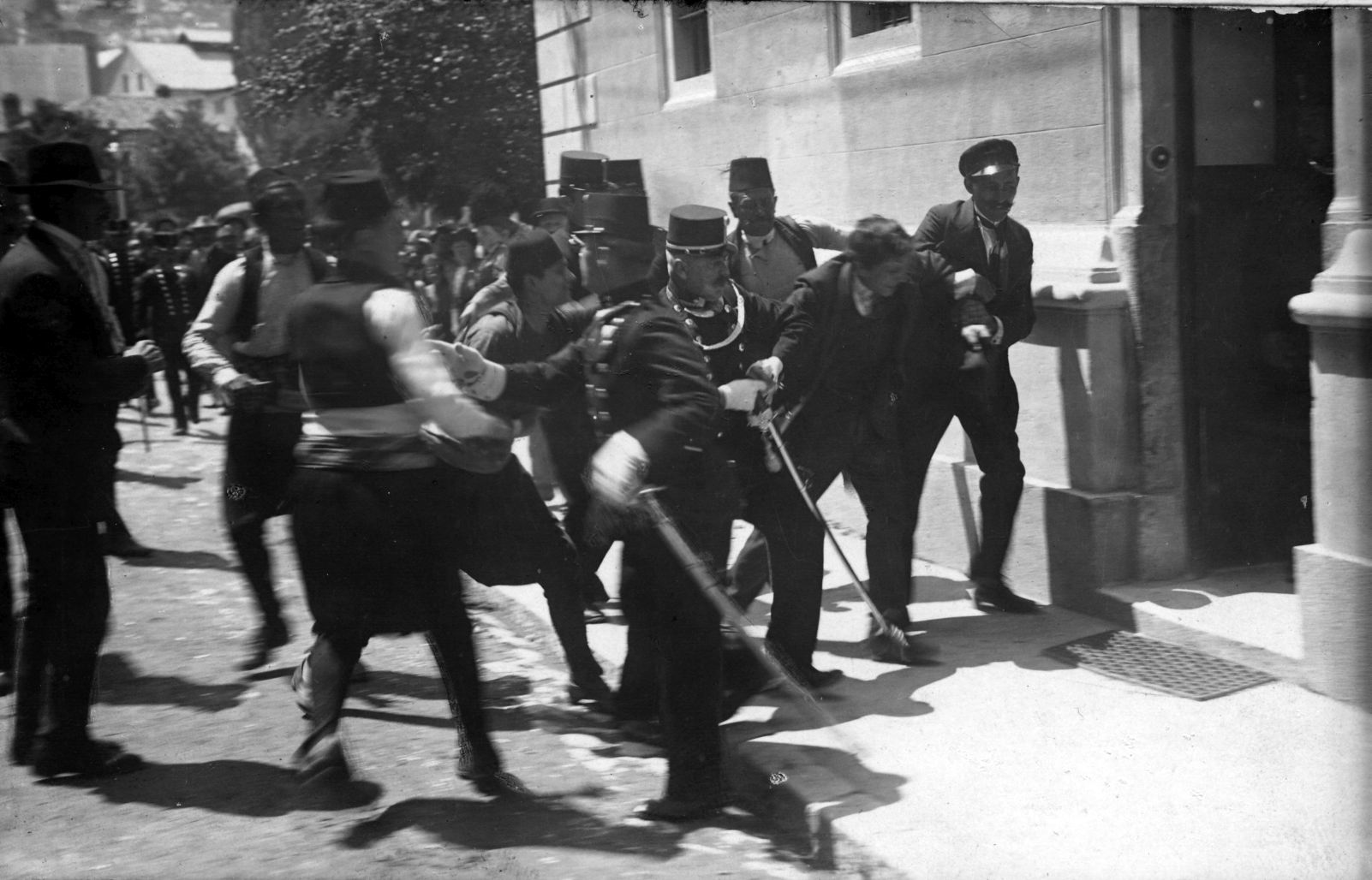
القبض على غافريلو برينسيب عام (1914)م عقب اغتياله الأرشيدوق فرانز فرديناند الذي مثل السبب في اندلاع الحرب العالمية الأولى.

بعد حروب البلقان (1912-1913) بدأت المحاولات لتأسيس دول جديدة في منطقة البلقان. وبالتحديد في هذه الفترة، فإن مقتل الأرشيدوق النمساوي في ساراييفو مثَّل القشة التي كسرت ظهر البعير وإعلاناً لبدأ الحرب العالمية الأولى عام 1914 ميلاديًا. بعد الحرب العالمية الأولى كانت كل من مملكة الصرب والكروات والسلوفان، وبلغاريا، واليونان، وجزء صغير من تركيا يقع في منطقة البلقان. وبعد الحرب بفترة زمنية تحولت مملكة الصرب والكروات والسلوفان إلى مملكة يوغسلافيا.

### الحرب العالمية الثانية
بدأت الحرب العالمية الثانية في البلقان بمحاولات إيطاليا تكوين إيطاليا الكبيرة. احتلت إيطاليا ألبانيا عام 1939 ميلاديًا، وفي عام 1940 ميلاديًا اتجهت إلى اليونان. بدأت الحرب الإيطالية اليونانية في 28 أكتوبر 1940 ميلاديًا.
تعرضت المملكة اليوغسلافية في شهر أبريل من عام 1941 ميلاديًا للاحتلال ألمانيا والمجر وإيطاليا وبلغاريا. أسس الكروات الذي حصلوا على الحماية الألمانية دولة كرواتيا المستقلة، وكوّنوا جبهة لمواجهة الصرب الأرثوذكس. واندلعت حرب العصابات في البلاد. في عام 1945 ميلاديًا، سيطر المشير القائد جوزيف بروز تيتو Josip Broz Tito على البلاد بدعم من الاتحاد السوفيتي وإنجلترا والولايات المتحدة الأمريكية. وفي أثناء الحرب الأهلية أمر تيتو بإعدام عدوه Dragoljub Mihailović في عام 1946 ميلاديًا. وفي هذه الأثناء أصبحت يوغسلافيا جمهورية عام 1945. وبعد ذلك أصبحت جمهورية متحدة في عام 1946 ميلاديًا. وتم استدعاء تيتو ليكون على رأس الحكومة الجديدة.

### تقسيم يوغوسلافيا
تقسمت يوغسلافيا إلى عدة دول: صربيا، البوسنة والهرسك، الجبل الأسود، مقدونيا، كرواتيا، سلوفينيا، كوسوفو

## الديمغرافيا
تعدّ البلقان منطقة صاحبة طبيعة جغرافية متنوعة وغنية بالعناصر الدينية واللغوية. يبلغ عدد السكان الذين يعشون في الدول التي تقع بأكملها في البلقان (ألبانيا، البوسنة والهرسك، بلغاريا، الجبل الأسود، كوسوفو، مقدونيا، واليونان) حوالي 30.508.246 نسمة. وبعد إضافة عدد السكان الذين يعيشون في الدول التي يقع أجزاء من أراضيها داخل منطقة البلقان (صربيا، كرواتيا، سلوفينيا، رومانيا، وتركيا)، بإضافة عدد السكان الذين يعيشون في المناطق الإيطالية الواقعة في البلقان والتي لا تعدّ إحدى دول البلقان ولكنها تحسب من ضمنهم لاعتبارات ثقافية وسياسية وتاريخية، فإن مجموع السكان يصل 49.147.477 نسمة.
| البلد           | مساحتها في منطقة البلقان | عدد سكانها في منطقة البلقان |
| --------------- | ------------------------ | --------------------------- |
| اليونان         | 131.957                  | 11.305.118                  |
| تركيا           | 23.726                   | 10.434.511                  |
| بلغاريا         | 110.879                  | 7.351.234                   |
| صربيا           | 55.965                   | 5.207.777                   |
| البوسنة والهرسك | 51.197                   | 4.613.414                   |
| ألبانيا         | 28.748                   | 2.831.741                   |
| مقدونيا         | 25.713                   | 2.052.722                   |
| كوسوفو          | 10.887                   | 1.733.872                   |
| كرواتيا         | 31.009                   | 1.725.656                   |
| رومانيا         | 15.570                   | 971.643                     |
| الجبل الأسود    | 13.812                   | 620.145                     |
| سلوفينيا        | 5.421                    | 299.644                     |
| إيطاليا         | 295                      | 285.414                     |

### اللغة
البلقان هي منطقة تتعايش فيها مجموعة من الثقافات المختلفة؛ حيث يتواجد بها الكثير من الديانات والقوميات المختلفة. تستخدم اللغات المختلفة في المناطق المختلفة من البلقان. لا تمثل الاختلافات القومية والعرقية والحدود بين الدول عائقاً بين الأقوام. لهذا لا توجد لغة يتم استخدامها داخل دولة واحدة فقط؛ فقد يصادف استخدام بعض الدول المجاورة لنفس اللغة. لذلك لا يمكن الحصول على عدد مُحدد لمجموع الأقوام التي تعيش في منطقة البلقان. وإذا تم حساب عدد المستخدمين لكل لغة، فإن الترتيب سيكون بالشكل التالي: اللغة اليونانية، اللغة التركية، اللغة البلغارية، اللغة الصربية، اللغة الألبانية، اللغة البوسنية، اللغة الكرواتية، اللغة المقدونية، اللغة الرومانية، اللغة الرومانية، لغة مونتنغرية، اللغة البوماكتشية، اللغة السلوفينية، اللغة الإيطالية، اللغة الغاغاوزية، اللغة الآروينية، اللغة الأسبانية اليهودية، اللغة القرم تتارية، اللغة الأستريوتية، اللغة الأستريوتية الرومانية، اللغة الملجونية الرومانية.
| اللغة                       | العائلة اللغوية    | عدد المستخدمين للغة في من البلقان | الدول المستخدمة للغة                                                     |
| --------------------------- | ------------------ | --------------------------------- | ------------------------------------------------------------------------ |
| اللغة اليونانية             | لغات هندية أوروبية | 12 مليون                          | اليونان ألبانيا رومانيا                                                  |
| اللغة التركية               | لغات ألطية         | 12 مليون                          | تركيا بلغاريا مقدونيا كوسوفو اليونان رومانيا الجبل الأسود                |
| اللغة البلغارية             | لغات هندية أوروبية | 7 مليون                           | بلغاريا صربيا مقدونيا رومانيا تركيا                                      |
| اللغة الصربية               | لغات هندية أوروبية | 7 مليون                           | صربيا الجبل الأسود كرواتيا البوسنة والهرسك كوسوفو مقدونيا                |
| اللغة الألبانية             | لغات هندية أوروبية | 5.5 مليون                         | ألبانيا كوسوفو مقدونيا الجبل الأسود صربيا                                |
| اللغة االبوسنية             | لغات هندية أوروبية | 2.5 مليون                         | البوسنة والهرسك الجبل الأسود صربيا كرواتيا مقدونيا سلوفينيا تركيا كوسوفو |
| اللغة الكرواتية             | لغات هندية أوروبية | 2 مليون                           | كرواتيا البوسنة والهرسك مقدونيا صربيا الجبل الأسود رومانيا               |
| اللغة المقدونية             | لغات هندية أوروبية | 1.4 مليون                         | مقدونيا صربيا اليونان الجبل الأسود البوسنة والهرسك تركيا                 |
| اللغة الرومانية             | لغات هندية أوروبية | 0.9 مليون                         | رومانيا صربيا                                                            |
| اللغة الرومنية              | لغات هندية أوروبية | 0.7 مليون                         | بلغاريا رومانيا اليونان ألبانيا صربيا مقدونيا تركيا كوسوفو               |
| اللغة المونتنغرية           | لغات هندية أوروبية | 0.6 مليون                         | الجبل الأسود صربيا                                                       |
| اللغة البوماكتشية           | لغات هندية أوروبية | 0.5 مليون                         | اليونان بلغاريا تركيا                                                    |
| اللغة السلوفينية            | لغات هندية أوروبية | 0.3 مليون                         | سلوفينيا إيطاليا                                                         |
| اللغة الإيطالية             | لغات هندية أوروبية | 0.3 مليون                         | إيطاليا سلوفينيا كرواتيا                                                 |
| اللغة الغاغاوزية            | لغات ألطية         | 0.3 مليون                         | اليونان بلغاريا                                                          |
| اللغة الآروينية             | لغات هندية أوروبية | 0.2 مليون                         | اليونان بلغاريا رومانيا ألبانيا صربيا مقدونيا                            |
| اللغة الإسبانية اليهودية    | لغات هندية أوروبية | 0.05 مليون                        | تركيا اليونان بلغاريا إيطاليا صربيا البوسنة والهرسك مقدونيا رومانيا      |
| اللغة القرم التتارية        | لغات ألطية         | 0.05 مليون                        | رومانيا بلغاريا تركيا                                                    |
| اللغة الأستريوتية           | لغات هندية أوروبية | 0.05 مليون                        | كرواتيا                                                                  |
| اللغة الأستريوتية الرومانية | لغات هندية أوروبية | 0.05 مليون                        | كرواتيا                                                                  |
| اللغة الملجونية الرومانية   | لغات هندية أوروبية | 0.05 مليون                        | اليونان مقدونيا بلغاريا تركيا                                            |

### الدين
يعدّ الدين المسيحي بمذهبيه الكاثوليكي والأرثوذكسي، والإسلام الديانتين السائدتين في المنطقة. تُكون الطائفة الأرثوذكسية أكبر طائفة دينية بمنطقة البلقان. يرتبط اليونان، والصرب، والبلغار، والرومان، والمقدونيون بالكنيسة الأرثوذكسية. كما يوجد جزء صغير من الألبان يؤمنون بالعقيدة الأرثوذكسية. وتكون الطائفة المُسلمة الموجودة بالبلقان ثانى أكبر طائفة دينية بالمنطقة. يؤمن كل من الأتراك، وقسم كبير من الألبان، والبوسنيين، والبوماك، التتار، والطائفة الغورانية بالعقيدة الإسلامية. وتتكون ثالث أكبر طائفة في البلقان من الطائفة الكاثوليكية؛ تشمل هذه الطائفة المجر، والسلوفانيين، والكرواتيين. كما تتواجد الديانة الكاثوليكية بين الألبان أيضاً. بينما تمثل الديانة اليهودية اعتقاداً لبعض المناطق الصغيرة بالمنطقة. تنتشر الطائفة الأرثوذكسية المسيحية في بعض بلدان المنطقة؛ وهذا الانتشار الأرثوذكسي يكون بشكل كبير في المناطق الجنوبية والغربية من شبه جزيرة البلقان. ويكون الدين لبعض المناطق في البعض من الدول. ومن أكبر الدول اعتناقاً للمذهب الأرثوذكسي البلدان التالية:
- بلغاريا(يعدّ الإسلام دينا ثانويا بها).
- الجبل الأسود (يعدّ الإسلام دينا ثانويا بها).
- مقدونيا (يعدّ الإسلام دينا ثانويا بها).
- رومانيا
- صربيا
- اليونان (يعدّ الإسلام دينا ثانويا بها).

يُشكل الإسلام الذي انتشر بالبلقان على يد الأتراك العثمانيين طائفة كبيرة في الأجزاء الجنوبية من شبه جزيرة البلقان. بينما يعدّ نادراً في المناطق الشمالية. وأكبر البلدان في المنطقة من حيث عدد المسلمين، البلدان التالية:
- ألبانيا (تُعتبرُ الطائفةُ الأرثوذكسية دين ثانوي بها).
- البوسنة والهرسك (تُعتبرُ الطائفةُ الأرثوذكسيةُ دين ثانوي بها).
- كوسوفو
- تركيا

ومن أكبر الدول التي تمثل أكبر طائفة كاثوليكية بالأجزاء الشمالية من شبه جزيرة البلقان، البلدان الآتية:
- كرواتيا
- سلوفينيا

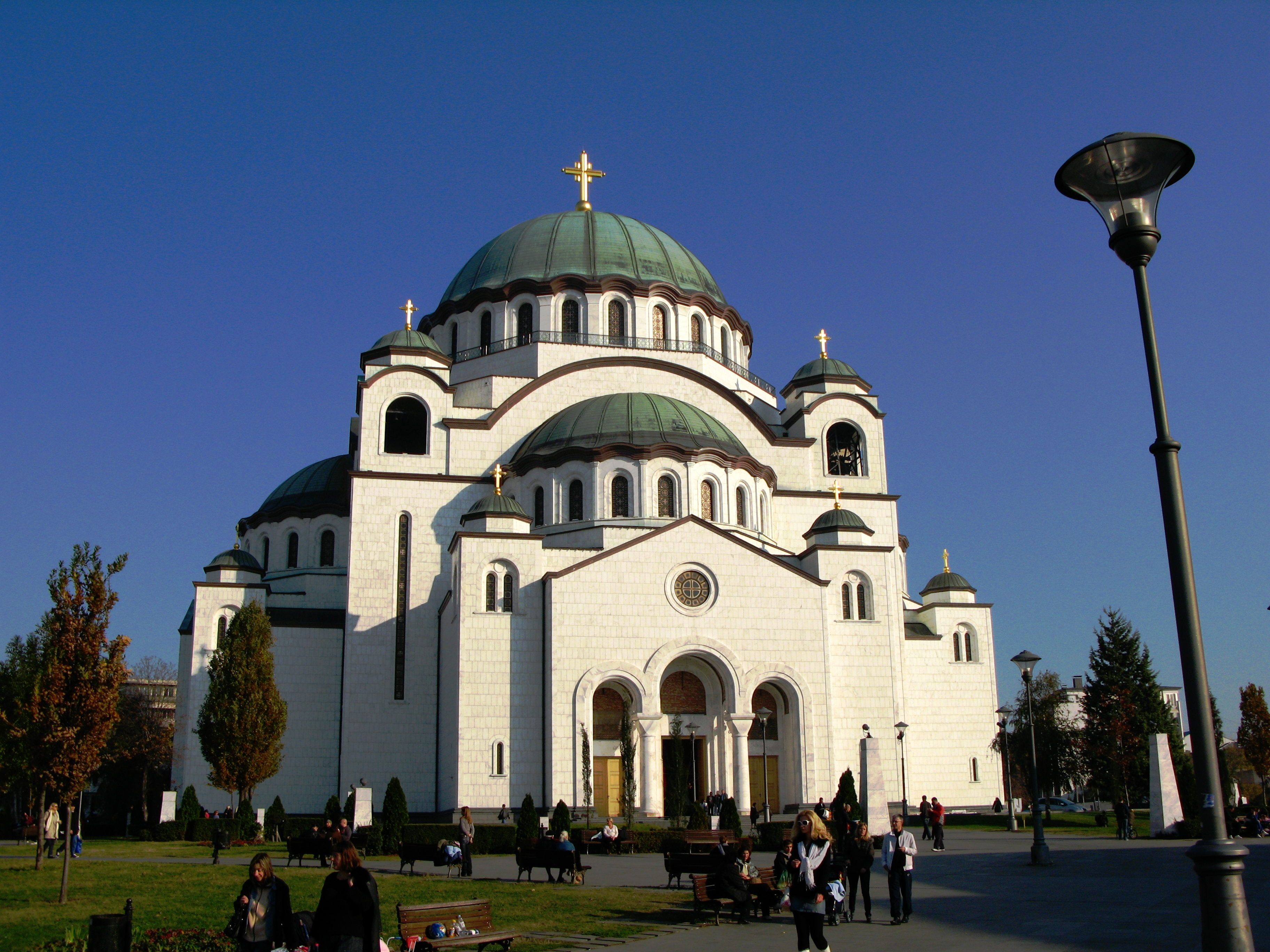
كاتدرائية القديس سافا (بلغراد، صربيا)
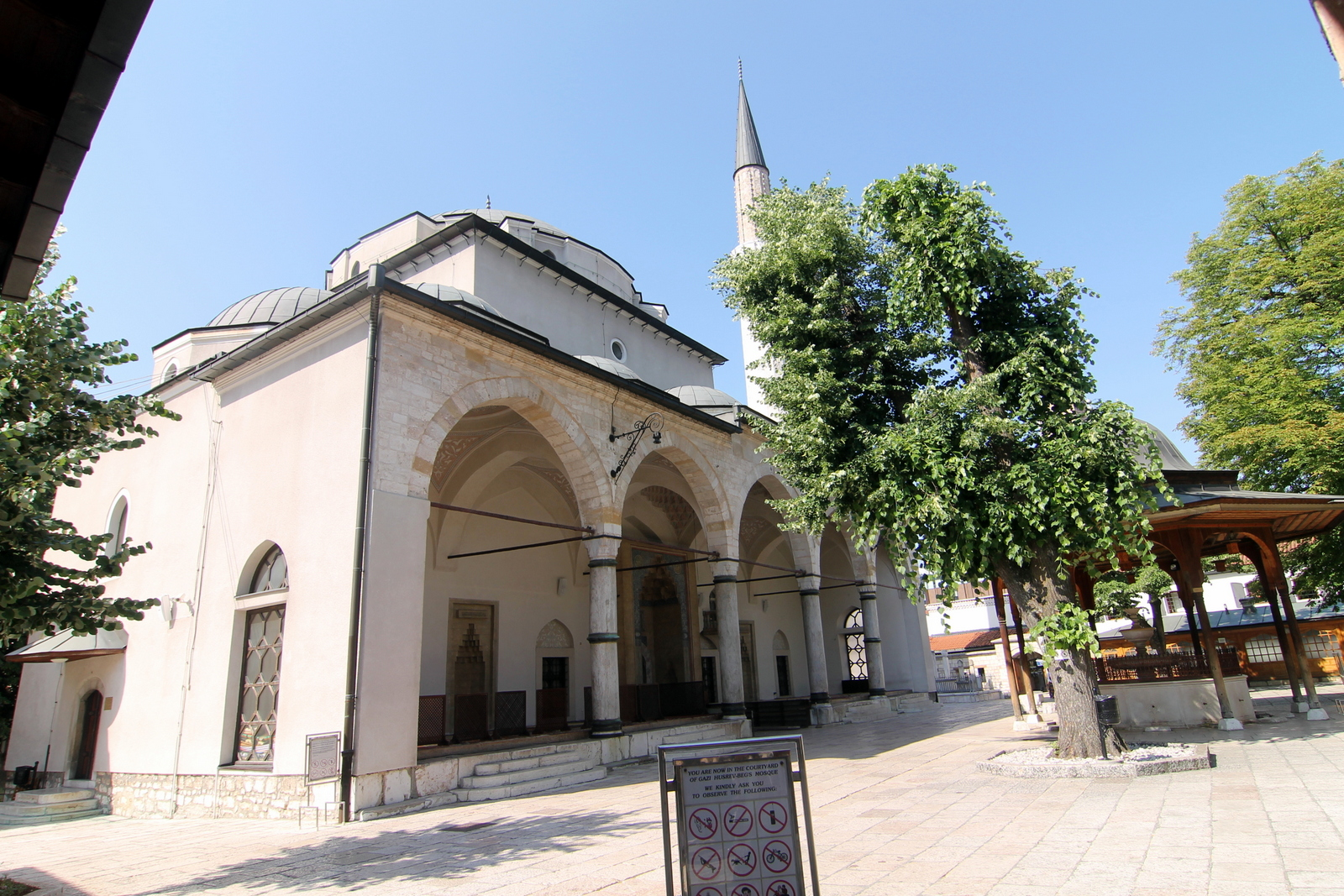
جامع الغازي خسرو بك (ساراييفو، البوسنة والهرسك)
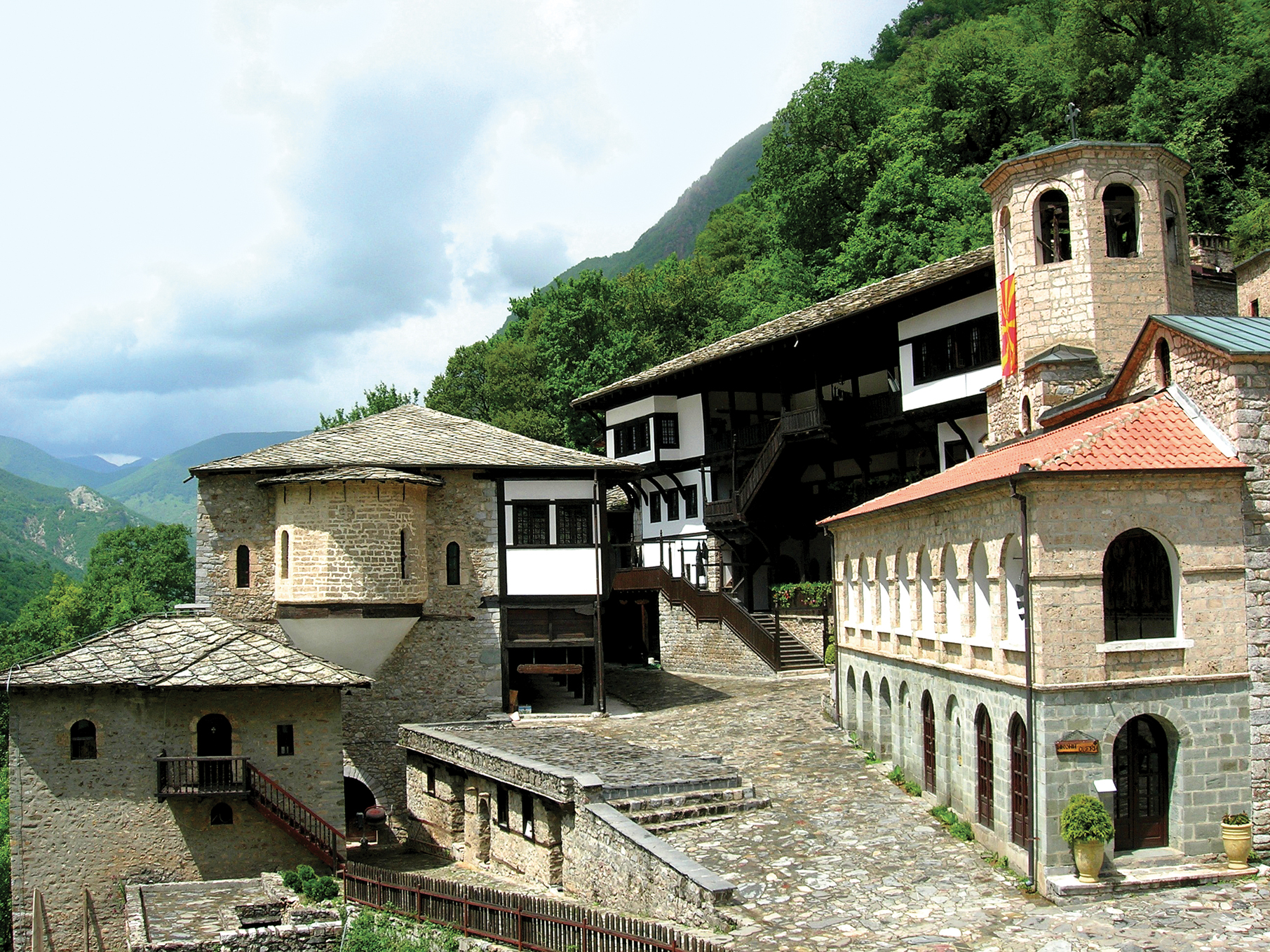
دير القديس يوحنا بيغوريسكي (غرب جمهورية مقدونيا)
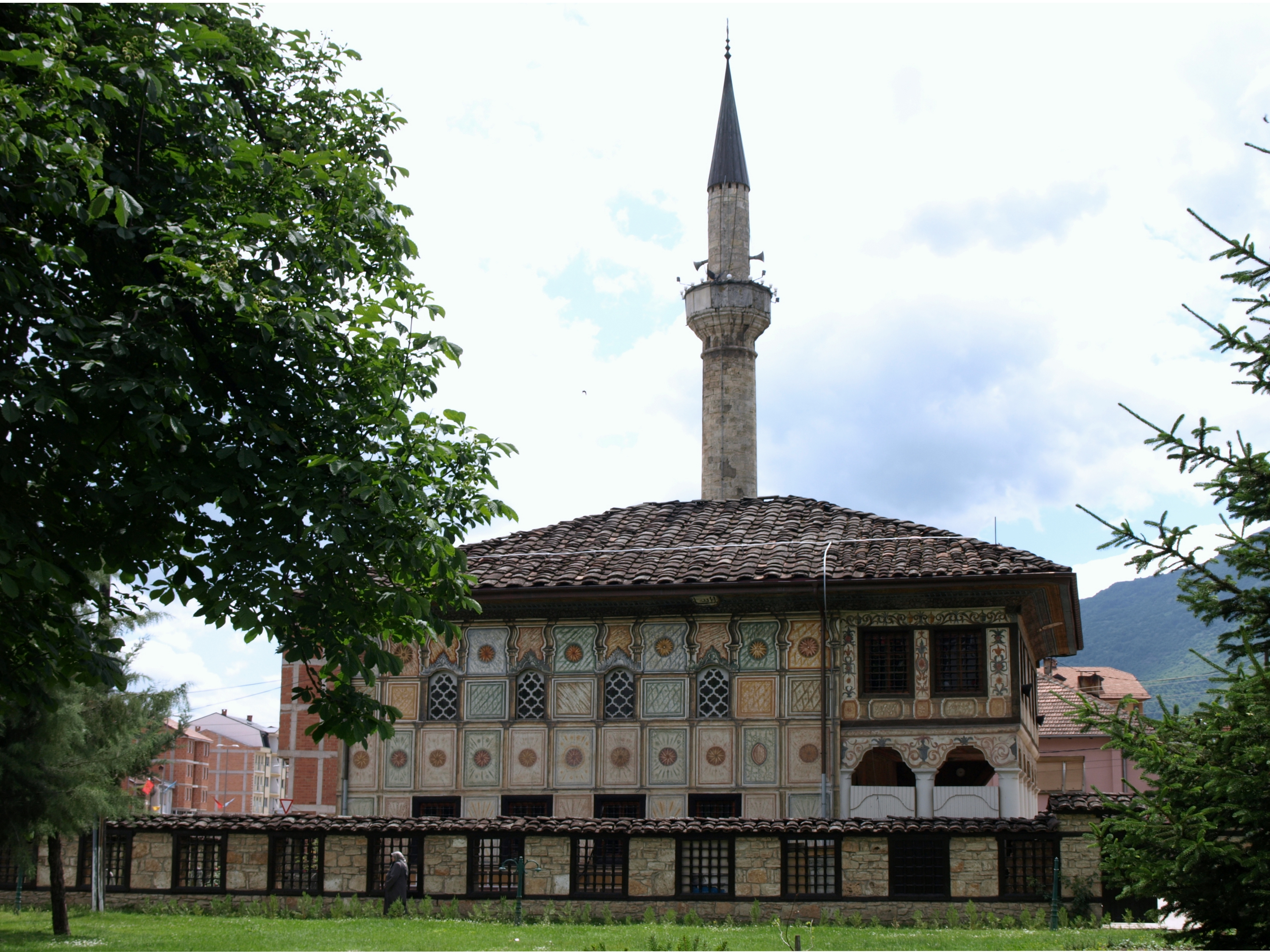
مسجد سارينا زاميجا (تيتوفو، جمهورية مقدونيا)
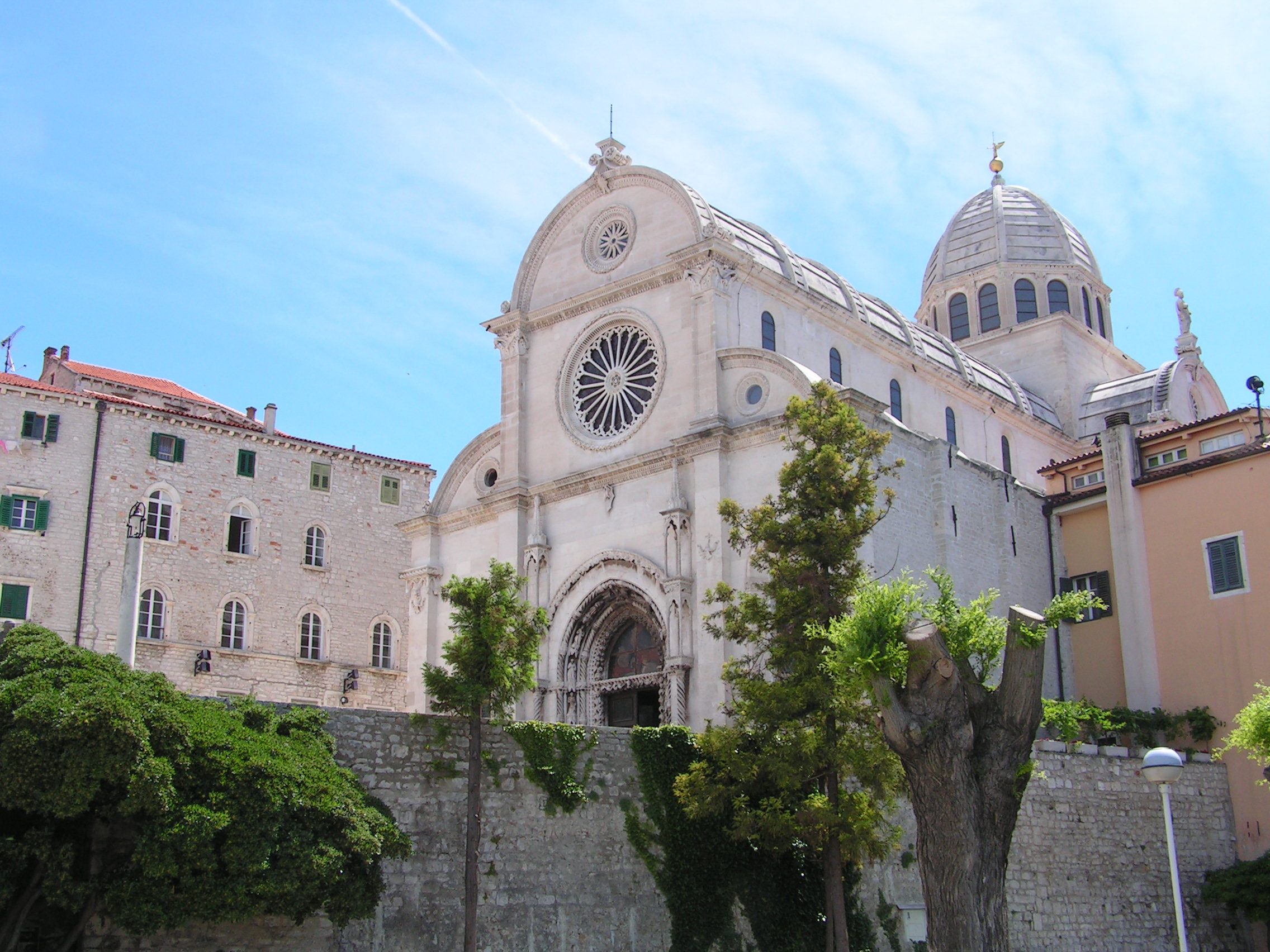
كاتدرائية القديس يعقوب، (شيبينيك، كرواتيا)
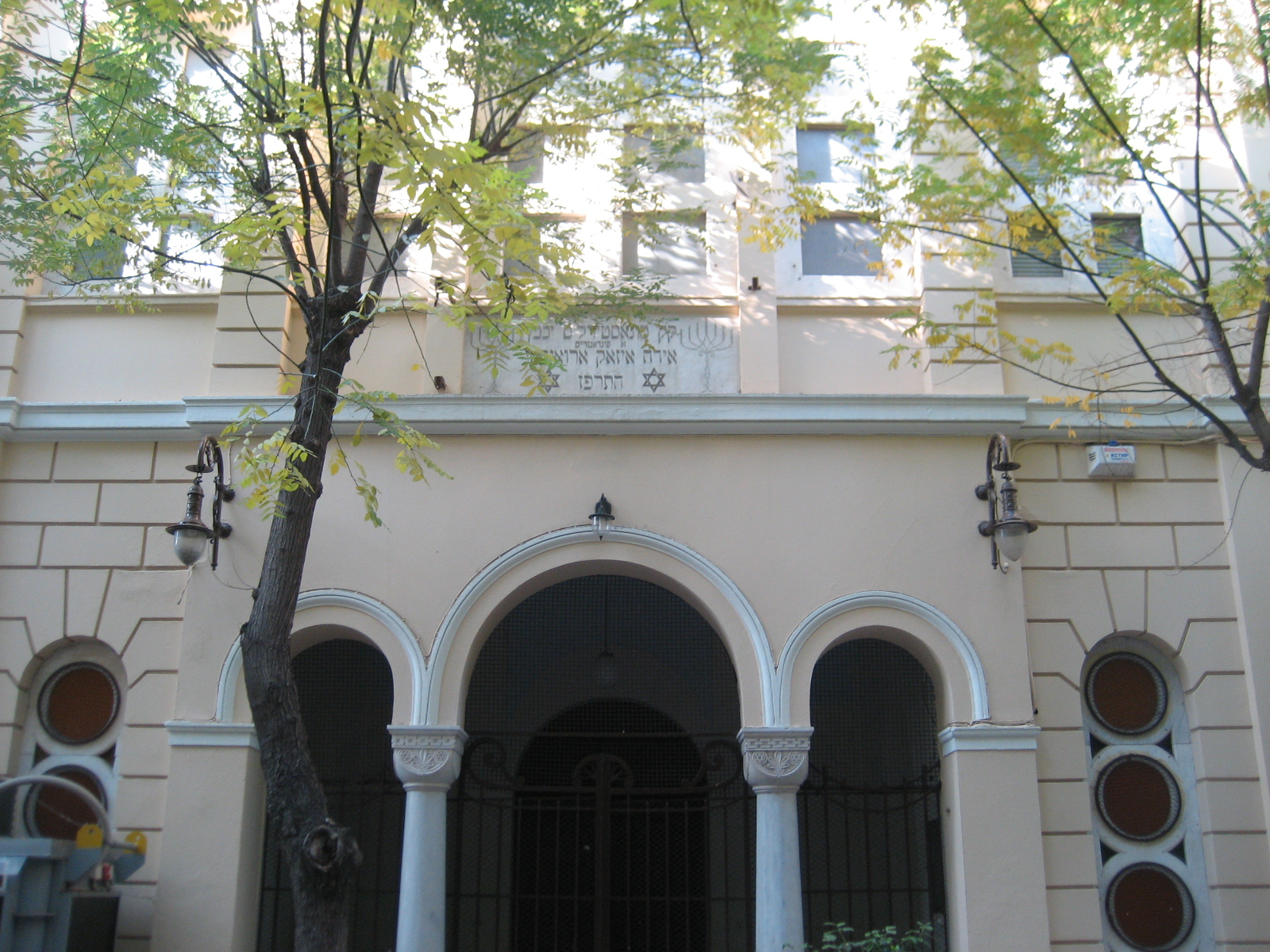
كنيس موناستير اليهودي (سالونيك، اليونان)

## السياسة والاقتصاد

### العضوية
تتمتع دول منطقة البلقان بعضويات في تجمعات دولية مختلفة. تتمتع بعض بلدان المنطقة بعضوية في الاتحاد الأوروبي، بينما تختلف حالات الدول المتأخرة في الألتحاق بين مُنتظر، مُرشح، ومُحتمل. كما يوجد مقياس آخر يكون حسب الحالة الجمركية، والعُملة المُستخدمة، والعضوية في حلف شمال الأطلسي.
| العضوية                                     | الحالة                                                           | الدولة (الدول)                               |
| الاتحاد الأوروبي                            |                                                                  |                                              |
| ------------------------------------------- | ---------------------------------------------------------------- | -------------------------------------------- |
| الاتحاد الأوروبي                            | عضو                                                              | بلغاريا، رومانيا، سلوفينيا، اليونان، كرواتيا |
| الاتحاد الأوروبي                            | محل تفاوض                                                        | الجبل الأسود، مقدونيا، صربيا، تركيا          |
| الاتحاد الأوروبي                            | مرشح مُنتظر                                                       | ألبانيا                                      |
| الاتحاد الأوروبي                            | مرشح مُحتمل                                                       | البوسنة والهرسك، كوسوفو                      |
| الاتحاد الأوروبي                            | عضو في الأتحاد الجمركي                                           | تركيا                                        |
| الاتحاد الأوروبي                            | منطقة اليورو                                                     |                                              |
| تستخدم €                                    | سلوفينيا، اليونان                                                |                                              |
| لا تستخدم €                                 | بلغاريا، رومانيا                                                 |                                              |
| تستخدم € دون أن تكون عضوة بالاتحاد الأوروبي | الجبل الأسود، كوسوفو                                             |                                              |
| تستخدم عملة قومية                           |                                                                  |                                              |
| -                                           | ألبانيا، البوسنة والهرسك، كرواتيا، مقدونيا، صربيا                |                                              |
| منطقة شنغن                                  |                                                                  |                                              |
| عضو                                         | سلوفينيا، اليونان                                                |                                              |
| مرشح                                        | بلغاريا، رومانيا                                                 |                                              |
| منطقة التجارة الحرة بوسط أوروبا             |                                                                  |                                              |
| عضو                                         | ألبانيا، البوسنة والهرسك، كرواتيا، الجبل الأسود، كوسوفو، مقدونيا |                                              |
| حلف شمال الأطلسي                            |                                                                  |                                              |
| عضو                                         | ألبانيا، بلغاريا، كرواتيا، رومانيا، سلوفينيا، تركيا، اليونان     |                                              |
| مرشح                                        | البوسنة والهرسك، الجبل الأسود، مقدونيا                           |                                              |
| لم تستمر                                    | كوسوفو                                                           |                                              |
| الشراكة من أجل السلام (PfP)                 |                                                                  |                                              |
| عضو                                         | صربيا                                                            |                                              |

## المواصلات والسياحة

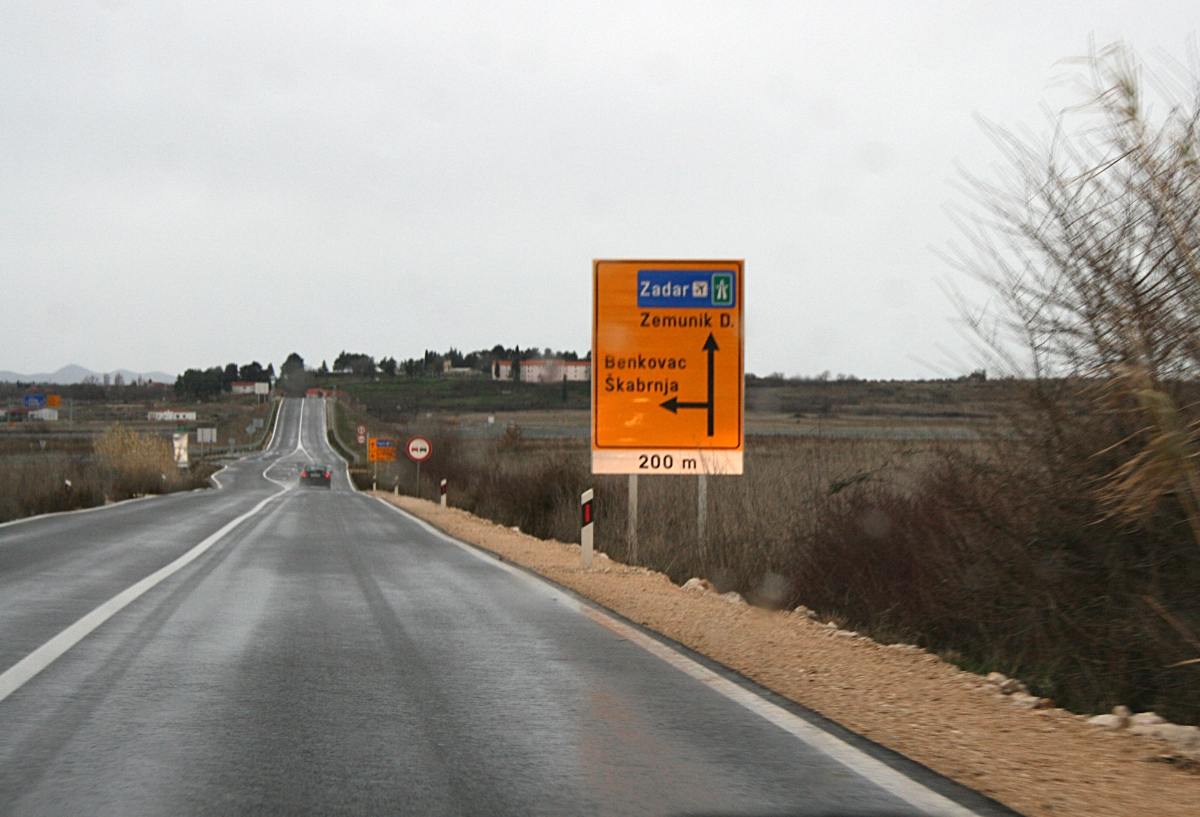
طريق D502 (كرواتيا).

توجد بدول منطقة البلقان مقومات سياحية مختلفة لكونها مرتبطة طبيعة جغرافية خاصة بها. مناطق الشواطئ والمسطحات والبحيرات تكون مزدحمة صيفًا. تعدّ الدول المطلة على البحر الأدرياتيكي وبحر إيجه والمناطق المجاورة لها (سلوفينا، الجبل الأسود، كرواتيا، ألبانيا، اليونان)، مركزًا للسياحة الشاطئية الداخلية والخارجية. وبخلاف سياحة الشواطئ والبحيرات، تنتشر السياحة الجبلية في دول مختلفة من دول المنطقة. بالإضافة لوجود السياحة الشتوية وسياحة التزلج في بعض البلدان.
في عموم المنطقة توجد كبائن للتليفون تعمل بالعملات المعدنية. تتوافر في بلدان المنطقة الخدمات البريدية. وسائل الإتصال في سلوفينيا هي الأفضل عن باقي البلدان الموجودة في منطقة البلقان. يوجد في عموم دول البلقان مقابس ذات فتحتان بجهد كهربي 220 V فولت و AC 50 هرتز. على السياح أن يتنبهوا لسلامة السفر في ظل وجود الصدامات، والسرقة، والتوتر العام في كلٍ من ألبانيا، كوسوفو، ومقدونيا. بالإضافة إلى وجود أوضاع تثير المخاوف الأمنية في كلٍ من سلوفينيا وصربيا، وقد تعود هذه المخاوف لوجود ردود أفعال صعبة وحساسة تجاه المواقف والأوضاع السياسية.

### المواصلات البرية

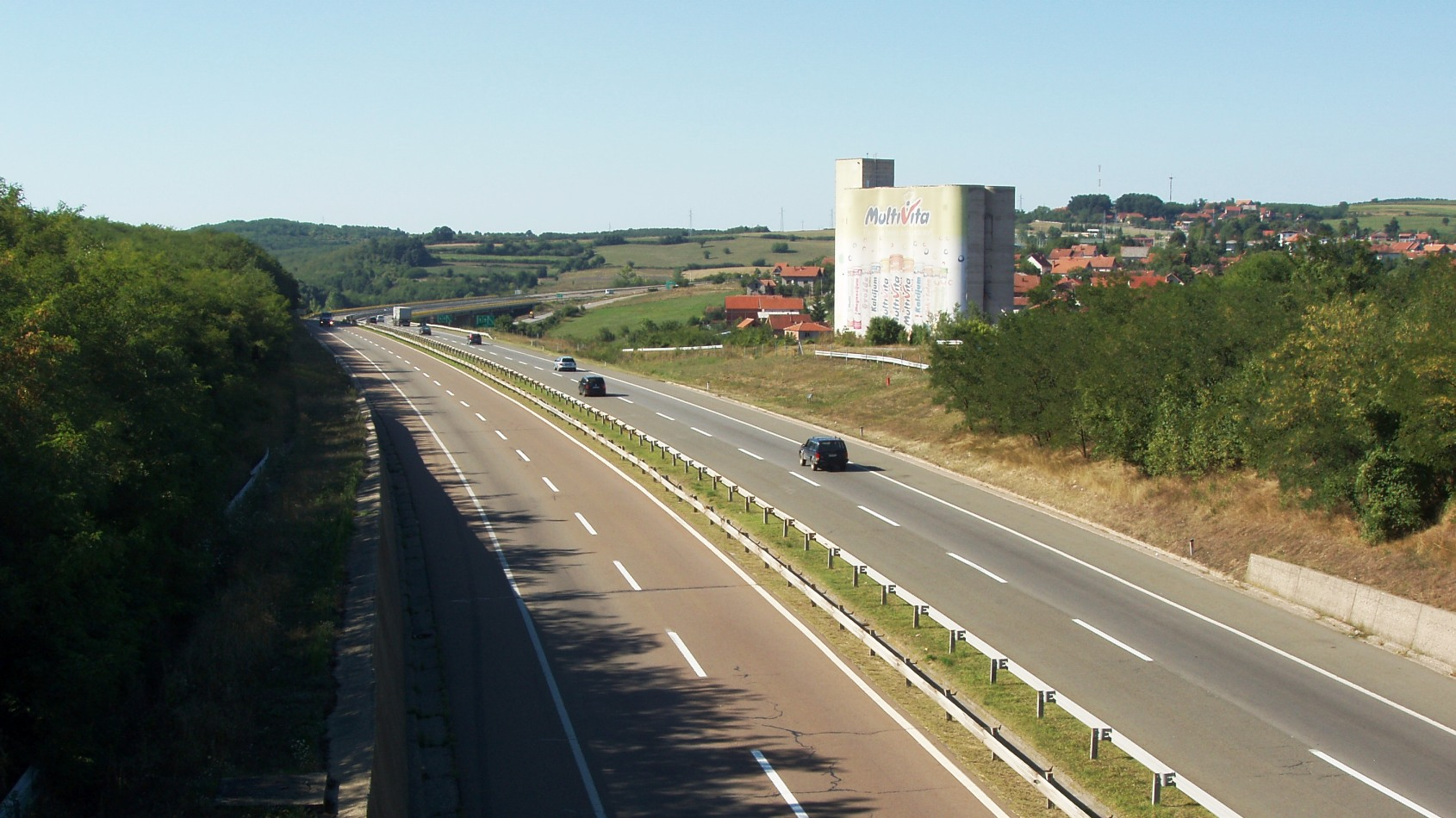
طريق بلغراد - نيش السريع (صربيا)

وفقًا لمعطيات عام 2000 ميلاديًا، فإنه يوجد أكثر من 140.000 كيلومتر من الطرق الرئيسة والفرعية في ثمان دول من دول البلقان (ألبانيا، البوسنة والهرسك، بلغاريا، الجبل الأسود، كوسوفو، كرواتيا، مقدونيا، رومانيا، وصربيا). كما توجد 1400 كيلومتر من الطرق السريعة. وعلى الرغم من أعمال التطوير في السبعينيات والثمانينيات من القرن الماضي فإن الكثير من الطرق كانت جبلية، كما توجد جهود جادة تبذل في أعمال الإصلاح. تمتد الطرق المرمرية من اليمين إلى اليسار. الطرق في أنحاء صربيا وسلوفينيا جيدة من حيث معدلات معايير الطرق. الطرقات بين المراكز الرئيسية في ألبانيا ومقدونيا جيدة، ولكنها ساءت نتيجة الاستخدام المكثف. بينما تعدّ كرواتيا في مستوى متوسط من حيث جودة الطرق البرية. وتُعتبر شبكة الطرق في اليونان جيدة. بإستثناء الطرق الرئيسة تعدّ شبكة الطرق البرية في كوسوفو متوسطة.
إن طريق ألبانيا - كوسوفو السريع الذي تستمر فيه أعمال الإنشاءات حاليًا في الطرف الكوسوفي، سهّل حركة التنقل في جزء كبير من منطقة البلقان. وباكتمال هذا المشروع سيتحقق الوصول إلى كوسوفو عن طريق ساحل البحر الأدرياتيكي في ألبانيا. واعتبارًا من أكتوبر 2012 وصل إلى وسط كوسوفو.
في عام 2000 كانت منطقة البلقان تحتوي علة شبكة سكك حديدية بطول 25.000 كيلومتر. 17% من خطوط السكك الحديدية هذه ذات شريط سكة حديد مزدوج، و 40% منها ذات إشارات كهربائية. تعد كثافة السكك الحديدية منخفضة في ألبانيا، والبوسنة والهرسك، ومقدونيا، بينما تكون في مستوى متوسط داخل الاتحاد الأوروبي. شهدة المناطق التي يتم بها أعمال التجديد تجديدًا لأنظمة الإنذار والتكنولوجيا المستخدمة.

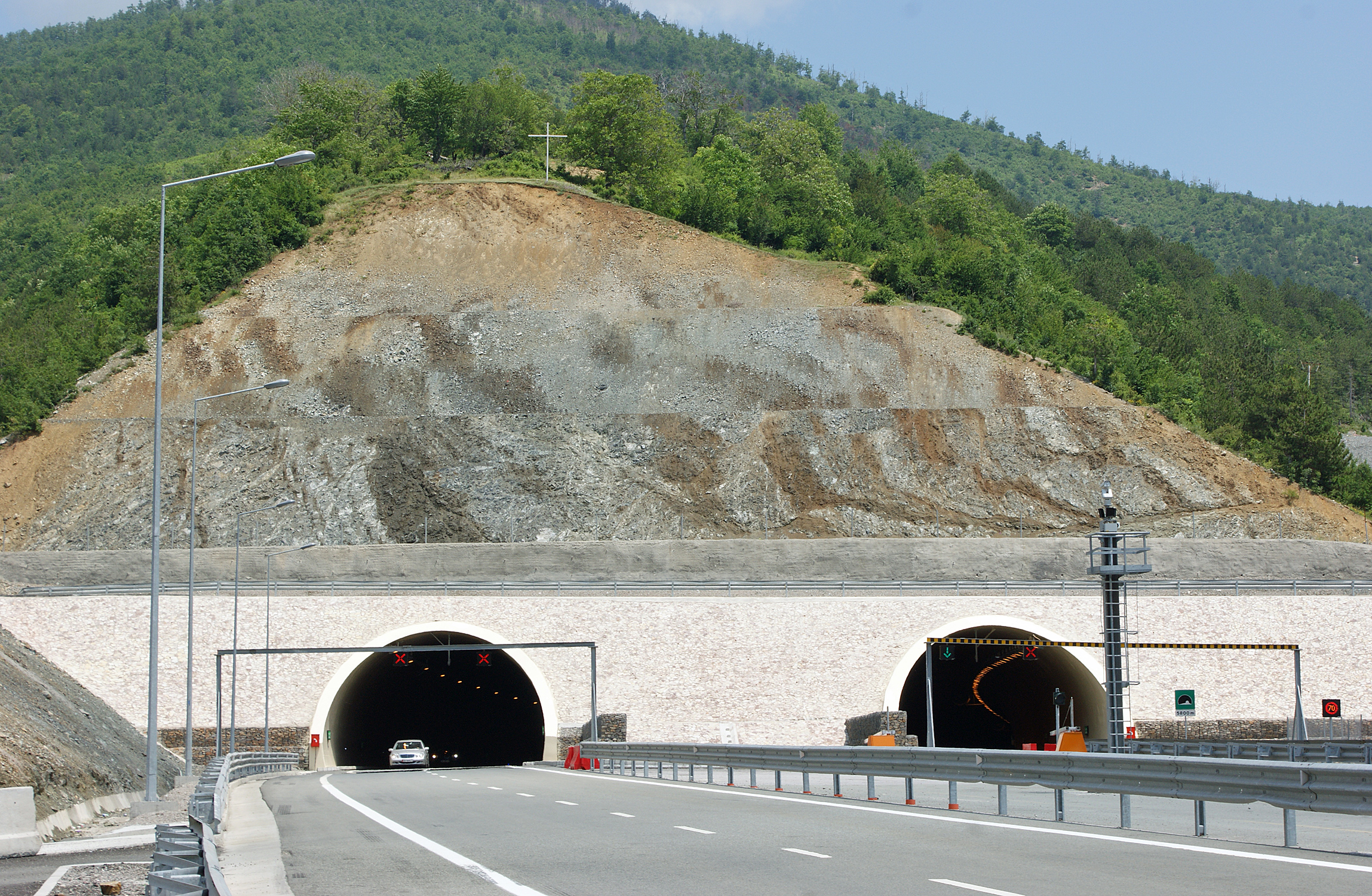
النفق الموجود في طريق ألبانيا - كوسوفو السريع (ألبانيا)

### المواصلات البحرية

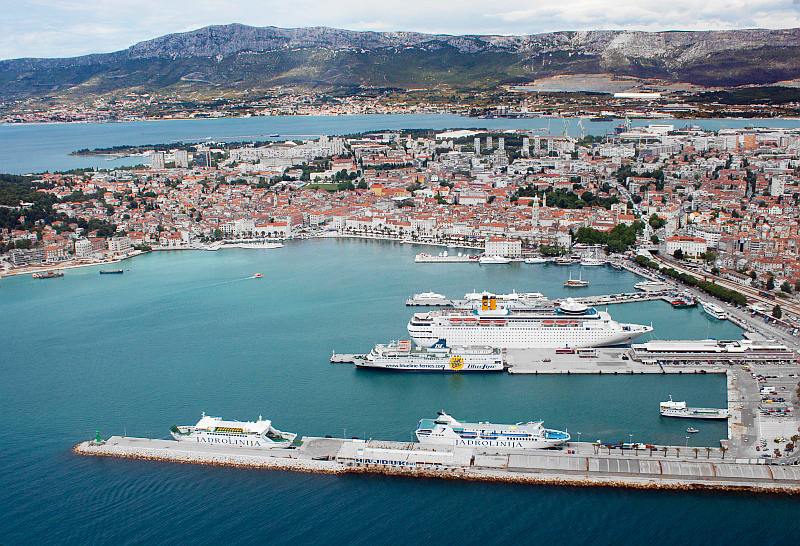
ميناء سبليت أحد أكبر الموانئ الكرواتية.

يُهيمن نهر الدانوب الذي يعدّ من خطوط النقل والمواصلات البحرية في أوروبا، على سفن الشحن البحري داخل المنطقة. مع مطلع التسعينيات من القرن الماضي وانتهاء أعمل قنوات الدانوب والماين والراين تححق الوصول مباشرة ا من البحر الأسود إلى بحر الشمال. ولكن نتيجة الصدامات والتراجع الاقتصادي، تعرضت لحالة من التوقف في السنوات العشر الأخيرة حتى عام 2000. وأُغلقت الملاحة بنهر الدانوب نتيجة للتخريب الذي تعرض له الكوبري الواقع في منطقة كيليت بفعل الصراعات التي تعرضت لها كوسوفو عام 1999 ميلاديًا.
من الموانئ النقل والتبديل في منطقة البلقان: ميناء سبليت، وزادار، ورييكا على الجزء المطل على البحر الأدرياتيكي من كرواتيا، وميناء بار بالجبل الأسود، وميناء ديراك في ألبانيا. بينما تكون الموانئ الرئيسة على البحر الأسود: ميناء بورغاس، وميناء فارنا في بلغاريا. ويكون ميناء سالونيك من الموانئ الرئيسة على بحر إيجة. كما يجب عمل التطويرات والتحسينات على جميع الموانئ بالمنطقة.

### التسوق والاستهلاك
تأتي الملابس، والأعمال اليدوية، والمجوهرات على رأس المنتجات التسويقية في منطقة البلقان. يوجد خطوط أوتوبيسات بحالة جيدة للنقل للبري سواء داخل البلد أو ما بين الدول. بينما تختلف جودة خطوط السكة الحديد من منطقة لأخرى.
توجد عناصر ومقومات ثقافية مختلفة نتيجة للتنوع الثقافي الذي تشهده منطقة البلقان. كما توجد توجد ثقافة الطعام والطبخ متكونة من الاتحاد بين الثقافات المختلفة. ويعدّ الطعام رخيصا في عموم أراض البلقان. إمدادات المياه جيدة. على الرغم من أن جزء كبير من المياه الموجودة في البلقان صالحة للشرب، إلا أن بيع المياه المعبئة يعدّ منتشرة. لا توجد قيود على الخمور. بينما يمكن ملاحظة وجود تحفظات على الخمور في المناطق التي يعيش بها المسلمون.

## الثقافة

### الأدب
في ظل التنوع الثقافي الذي تتمتع به شبه جزيرة البلقان، فإن الكثير من الفعاليات الثقافية والأدبية المختلفة التي تتعلق باللغة والثقافة كانت ولا تزال تُنظم. وقد حصلت الأعمال الأدبية التي تكون على مكانة بين الآداب العالمية. وتمت ترجمة بعض هذه الأعمال الأدبية إلى بعض اللغات الأخرى، وحصلوا على جائزة نوبل في الأدب. وقد كُتِبَ أدب البلقان باللغات القومية الثمانية التي تحتل خمسة مراكز على شجرة اللغات. ونجد ذلك متجليًا في الأعمال الأدبية الآتية:
- الفتوة (Zorba) للأديب Nikos Kazancakis
- جسر درينا (Drina Köprüsü) للأديب Ivo Andrić
- (İnce memed) للأديب Yaşar Kemal
- (An Anthology of Modern Turkish Short Stories) للأديب Fahir İz
- (Taştaki Kronik) للأديب Ismail Kadare
- (Penelope of the Twentieth Century) للأديب Elisaveta Bagryana
- (Albay Kuş) للأديب Hristo Boyçev

الأدباء الألبان:
- Dritëro Agolli
- Fatmir Gjata
- Jakup Mato
- İsmail Kadare

الأدباء البوسنيون:
- Abdulah Sidran
- Dževad Karahasan
- Mehmedalija Mak Dizdar
- Nedžad Ibrišimović

الأدباء البلغار:
- Alek Popov
- Hristo Boytchev|Hristo Boyçev
- Lyuben Stoyçev Karavelov
- Stoyan Zagorçinov

الأدباء الكروات:
- Ivo Andrić
- Ivana Brlić-Mažuranić
- Miro Gavran
- Predrag Matvejević

Macar edebiyatçılar:
- Arthur Koestler
- Elie Wiesel
- Ferenc Herczeg
- György Tábori
- Imre Kertész
- Imre Madách
- Lajos Zilahy

الأدباء الصرب:
- Branislav Nušić
- Jovan Jovanović Zmaj
- Milorad Pavić
- Vasko Popa

الأدباء السلوفان:
- Andrej Blatnik
- Drago Jančar
- Tomaž Šalamun
- Vladimir Bartol

الأدباء الأترك:
- Avni Engüllü
- Enver Baki
- Fahri Kaya
- Hacı Ömer Lütfü
- Hasan Mercan
- Necati Zekeriya
- Nusret Dişo Ülkü
- Süreyya Yusuf
- Yahya Kemal Beyatlı
- Zeynel Beksaç

الأدباء اليونانيون:
- Dido Sotiriyu
- Nikos Kazancakis
- Mara Meimaridi
- Yorgos Leonardos